# Serie A (Italia) 2017-18
La Serie A 2017-18 fue la octogésima sexta edición de la máxima competición futbolística de Italia, desde su creación en 1929. La Juventus es el campeón defensor del título, tras proclamarse campeón en la jornada 37 al vencer por 3-0 al Crotone, adjudicándose así el scudetto por séptima temporada consecutiva. Por primera vez en su historia, el Benevento Calcio compitió en la máxima categoría del fútbol italiano, tras haber logrado dos ascensos de forma consecutiva.
Un total de 20 equipos participarán en la competición, incluyendo 17 equipos de la temporada anterior y 3 provenientes de la Serie B 2016/17. La temporada comenzó el 20 de agosto de 2017 y finalizó el 20 de mayo de 2018.
Posteriormente a los nuevos criterios de entrada de la UEFA, Italia obtuvo cuatro puestos directos en la fase de grupos para la siguiente temporada de la Liga de Campeones , al igual que las otras tres ligas con el coeficiente más alto de Europa; esto fue una mejora en los tres lugares de la Liga de Campeones (dos lugares en la fase de grupos y un lugar en los play-offs de clasificación) que la Serie A había recibido en algunas temporadas anteriores.

## Equipos participantes

### Ascensos y descensos
| Pos. | Descendidos de la Serie A 2016-17 |
| ---- | --------------------------------- |
| 18º  | Empoli                            |
| 19º  | Palermo                           |
| 20º  | Pescara                           |

| Pos.  | Ascendidos de la Serie B 2016-17 |
| ----- | -------------------------------- |
| 1º    | S.P.A.L 2013                     |
| 2º    | Hellas Verona                    |
| Prom. | Benevento                        |

### Datos de los equipos
| Equipo                                     | Ciudad    | Entrenador           | Estadio                     | Aforo  | Marca          | Patrocinador                                                 |
| ------------------------------------------ | --------- | -------------------- | --------------------------- | ------ | -------------- | ------------------------------------------------------------ |
| Atalanta                                   | Bérgamo   | Gian Piero Gasperini | Atleti Azzurri d'Italia     | 26.542 | Joma           | 2 patrocinadores Suisse Gas Konica Minolta                   |
| Benevento                                  | Benevento | Roberto De Zerbi     | Ciro Vigorito               | 17.554 | Frankie Garage | IVPC-Energia Pulita                                          |
| Bologna                                    | Bolonia   | Roberto Donadoni     | Renato Dall'Ara             | 39.444 | Macron         | FAAC                                                         |
| Cagliari                                   | Cagliari  | Luis Diego López     | Sardegna Arena              | 16.233 | Kappa          | 3 patrocinadores Macron Artigianato Sardo I.S.O.L.A. Ichnusa |
| Chievo Verona                              | Verona    | Lorenzo D'Anna       | Marc'Antonio Bentegodi      | 43.000 | Givova         | 3 patrocinadores Paluani Nobis Assicurazioni Midac Batteries |
| Crotone                                    | Crotone   | Walter Zenga         | Ezio Scida                  | 16.640 | Zeus           | Metal Carpenteria                                            |
| Fiorentina                                 | Florencia | Stefano Pioli        | Artemio Franchi             | 49.282 | Le Coq Sportif | Vorwerk Folletto                                             |
| Genoa                                      | Génova    | Davide Ballardini    | Luigi Ferraris              | 36.685 | Lotto          | Izi Play                                                     |
| Hellas Verona                              | Verona    | Fabio Pecchia        | Marc'Antonio Bentegodi      | 43.000 | Nike           | 3 patrocinadores Leaderform AGSM Franklin & Marshall         |
| Internazionale                             | Milán     | Luciano Spalletti    | Giuseppe Meazza             | 80.018 | Nike           | Pirelli                                                      |
| Juventus                                   | Turín     | Massimiliano Allegri | Juventus Stadium            | 41.000 | Adidas         | Jeep                                                         |
| Lazio                                      | Roma      | Simone Inzaghi       | Olímpico                    | 72.698 | Macron         | Seleco                                                       |
| Milan                                      | Milán     | Gennaro Gattuso      | San Siro                    | 80.018 | Adidas         | Emirates                                                     |
| Napoli                                     | Nápoles   | Maurizio Sarri       | San Paolo                   | 60.240 | Kappa          | 3 patrocinadores Lete Pasta Garofalo Kimbo                   |
| Roma                                       | Roma      | Eusebio Di Francesco | Olímpico                    | 72.698 | Nike           | Qatar Airways                                                |
| Sampdoria                                  | Génova    | Marco Giampaolo      | Luigi Ferraris              | 36.685 | Joma           |                                                              |
| Sassuolo                                   | Sassuolo  | Giuseppe Iachini     | MAPEI - Città del Tricolore | 23.717 | Kappa          | Mapei                                                        |
| SPAL                                       | Ferrara   | Leonardo Semplici    | Paolo Mazza                 | 12.348 | Macron         | 2 patrocinadores Vetroresina Magnadyne                       |
| Torino                                     | Turín     | Walter Mazzarri      | Olímpico Grande Torino      | 27.994 | Kappa          | 2 patrocinadores Suzuki Salami Beretta                       |
| Udinese                                    | Údine     | Igor Tudor           | Friuli-Dacia Arena          | 25.000 | HS Football    | Dacia                                                        |
| Datos actualizados al 29 de abril de 2018. |           |                      |                             |        |                |                                                              |

### Cambios de entrenadores
| Equipo        | Entrenador (jornadas)                                        |
| ------------- | ------------------------------------------------------------ |
| Cagliari      | Massimo Rastelli (1-8) Luis Diego López (9-38)               |
| Benevento     | Marco Baroni (1-9) Roberto De Zerbi (10-38)                  |
| Genoa CFC     | Ivan Jurić (1-12) Davide Ballardini (13-38)                  |
| Udinese       | Luigi Delneri (1-13) Massimo Oddo (14-34) Igor Tudor (35-38) |
| AC Milan      | Vincenzo Montella (1-14) Gennaro Gattuso (15-38)             |
| US Sassuolo   | Cristian Bucchi (1-14) Giuseppe Iachini (15-38)              |
| FC Crotone    | Davide Nicola (1-15) Walter Zenga (16-38)                    |
| Torino FC     | Siniša Mihajlović (1-19) Walter Mazzarri (20-38)             |
| Chievo Verona | Rolando Maran (1-35) Lorenzo D'Anna (36-38)                  |

### Equipos por región
| Región               | N.º | Equipos                          |
| -------------------- | --- | -------------------------------- |
| Lombardía            | 3   | Atalanta, Internazionale y Milan |
| Emilia-Romaña        | 3   | Bologna, Sassuolo y SPAL         |
| Campania             | 2   | Napoli y Benevento               |
| Lacio                | 2   | Lazio y Roma                     |
| Liguria              | 2   | Genoa y Sampdoria                |
| Piamonte             | 2   | Juventus y Torino                |
| Véneto               | 2   | Chievo y Hellas                  |
| Calabria             | 1   | Crotone                          |
| Cerdeña              | 1   | Cagliari                         |
| Friuli-Venecia Julia | 1   | Udinese                          |
| Toscana              | 1   | Fiorentina                       |

## Clasificación
| Pos. | Equipo            | Pts. | PJ | G  | E  | P  | GF | GC | Dif. | Clasificación o descenso               |
| ---- | ----------------- | ---- | -- | -- | -- | -- | -- | -- | ---- | -------------------------------------- |
| 1    | Juventus (C)      | 95   | 38 | 30 | 5  | 3  | 86 | 24 | +62  | Fase de grupos de la Liga de Campeones |
| 2    | Napoli            | 91   | 38 | 28 | 7  | 3  | 77 | 29 | +48  | Fase de grupos de la Liga de Campeones |
| 3    | Roma              | 77   | 38 | 23 | 8  | 7  | 61 | 28 | +33  | Fase de grupos de la Liga de Campeones |
| 4    | Inter de Milán    | 72   | 38 | 20 | 12 | 6  | 66 | 30 | +36  | Fase de grupos de la Liga de Campeones |
| 5    | Lazio             | 72   | 38 | 21 | 9  | 8  | 89 | 49 | +40  | Fase de grupos de la Liga Europa       |
| 6    | Milan             | 64   | 38 | 18 | 10 | 10 | 56 | 42 | +14  | Fase de grupos de la Liga Europa       |
| 7    | Atalanta          | 60   | 38 | 16 | 12 | 10 | 57 | 39 | +18  | Tercera ronda previa de la Liga Europa |
| 8    | Fiorentina        | 57   | 38 | 16 | 9  | 13 | 54 | 46 | +8   |                                        |
| 9    | Sampdoria         | 54   | 38 | 13 | 15 | 10 | 54 | 46 | +8   |                                        |
| 10   | Torino            | 54   | 32 | 16 | 6  | 10 | 56 | 60 | −4   |                                        |
| 11   | Sassuolo          | 43   | 38 | 11 | 10 | 17 | 29 | 59 | −30  |                                        |
| 12   | Genoa             | 41   | 38 | 11 | 8  | 19 | 33 | 43 | −10  |                                        |
| 13   | Udinese           | 40   | 38 | 10 | 10 | 18 | 36 | 59 | −23  |                                        |
| 14   | Chievo Verona     | 40   | 38 | 12 | 4  | 22 | 48 | 63 | −15  |                                        |
| 15   | Bologna           | 39   | 38 | 11 | 6  | 21 | 40 | 52 | −12  |                                        |
| 16   | Cagliari          | 39   | 38 | 11 | 6  | 21 | 33 | 61 | −28  |                                        |
| 17   | SPAL              | 38   | 38 | 8  | 14 | 16 | 39 | 59 | −20  |                                        |
| 18   | Crotone (D)       | 35   | 38 | 9  | 8  | 21 | 40 | 66 | −26  | Descenso de categoría                  |
| 19   | Hellas Verona (D) | 25   | 38 | 7  | 4  | 27 | 30 | 78 | −48  | Descenso de categoría                  |
| 20   | Benevento (D)     | 21   | 38 | 6  | 3  | 29 | 33 | 84 | −51  | Descenso de categoría                  |

 Fuente: legaseriea.it y marca.com
Notas:
1. ↑  Milan se clasificó para la fase de grupos de la Liga Europa 2017-18, debido a que el campeón de la Coppa Italia 2016-17 (Juventus) se había clasificado a la Liga de Campeones, por lo que el cupo pasó al 6° clasificado. Adicional a eso, originalmente el equipo había sido expulsado de toda competición europea por incumplir el fair-play financiero, aunque al final lograron apelar y acceder a la Liga Europa.
2. ↑  Atalanta se clasificó para la tercera ronda previa de la Liga Europa 2017-18, debido a que el cupo que originalmente iba destinado al 6° clasificado pasó al 7° clasificado.

### Evolución de la clasificación
| Equipo / Jornada | 1  | 2  | 3  | 4  | 5  | 6  | 7  | 8  | 9  | 10 | 11 | 12 | 13 | 14 | 15 | 16 | 17 | 18 | 19 | 20 | 21 | 22 | 23 | 24 | 25 | 26 | 27 | 28 | 29 | 30 | 31 | 32 | 33 | 34 | 35 | 36 | 37 | 38 |
| Equipo / Jornada |    |    |    |    |    |    |    |    |    |    |    |    |    |    |    |    |    |    |    |    |    |    |    |    |    |    |    |    |    |    |    |    |    |    |    |    |    |    |
| ---------------- | -- | -- | -- | -- | -- | -- | -- | -- | -- | -- | -- | -- | -- | -- | -- | -- | -- | -- | -- | -- | -- | -- | -- | -- | -- | -- | -- | -- | -- | -- | -- | -- | -- | -- | -- | -- | -- | -- |
| Juventus3        | 1  | 1  | 1  | 2  | 2  | 2  | 2  | 3  | 3  | 3  | 3  | 2  | 3  | 3  | 3  | 3  | 2  | 2  | 2  | 2  | 2  | 2  | 2  | 2  | 2  | 2  | 2  | 1  | 1  | 1  | 1  | 1  | 1  | 1  | 1  | 1  | 1  | 1  |
| Napoli           | 4  | 3  | 2  | 1  | 1  | 1  | 1  | 1  | 1  | 1  | 1  | 1  | 1  | 1  | 2  | 2  | 1  | 1  | 1  | 1  | 1  | 1  | 1  | 1  | 1  | 1  | 1  | 2  | 2  | 2  | 2  | 2  | 2  | 2  | 2  | 2  | 2  | 2  |
| Roma1            | 7  | 11 | 11 | 8  | 7  | 5  | 5  | 5  | 5  | 5  | 5  | 5  | 4  | 4  | 4  | 4  | 4  | 4  | 4  | 5  | 5  | 5  | 5  | 4  | 3  | 5  | 3  | 3  | 3  | 3  | 4  | 3  | 3  | 3  | 3  | 3  | 3  | 3  |
| Internazionale4  | 2  | 2  | 3  | 3  | 3  | 3  | 3  | 2  | 2  | 2  | 2  | 3  | 2  | 2  | 1  | 1  | 3  | 3  | 3  | 3  | 4  | 4  | 4  | 3  | 5  | 4  | 5  | 5  | 4  | 4  | 5  | 5  | 5  | 5  | 5  | 5  | 5  | 4  |
| Lazio2           | 11 | 9  | 4  | 4  | 6  | 4  | 4  | 4  | 4  | 4  | 4  | 4  | 5  | 5  | 5  | 5  | 5  | 5  | 5  | 4  | 3  | 3  | 3  | 5  | 4  | 3  | 4  | 4  | 5  | 5  | 3  | 4  | 4  | 4  | 4  | 4  | 4  | 5  |
| Milan4           | 3  | 4  | 7  | 5  | 4  | 6  | 7  | 10 | 11 | 8  | 8  | 7  | 7  | 7  | 8  | 7  | 8  | 11 | 11 | 11 | 7  | 7  | 8  | 7  | 7  | 7  | 7  | 6  | 6  | 6  | 6  | 6  | 6  | 7  | 7  | 6  | 6  | 6  |
| Atalanta3 4      | 16 | 18 | 13 | 14 | 9  | 9  | 11 | 12 | 12 | 9  | 10 | 10 | 12 | 10 | 10 | 8  | 7  | 7  | 9  | 7  | 8  | 8  | 7  | 8  | 8  | 8  | 8  | 8  | 7  | 7  | 8  | 8  | 7  | 6  | 6  | 7  | 7  | 7  |
| Fiorentina4      | 20 | 20 | 10 | 9  | 10 | 12 | 12 | 11 | 9  | 7  | 7  | 9  | 9  | 12 | 7  | 10 | 9  | 8  | 8  | 8  | 11 | 11 | 11 | 11 | 11 | 10 | 10 | 9  | 9  | 8  | 7  | 7  | 8  | 8  | 8  | 8  | 8  | 8  |
| Sampdoria1 4     | 6  | 5  | 6  | 7  | 8  | 7  | 8  | 6  | 6  | 6  | 6  | 6  | 6  | 6  | 6  | 6  | 6  | 6  | 6  | 6  | 6  | 6  | 6  | 6  | 6  | 6  | 6  | 7  | 8  | 9  | 9  | 9  | 9  | 9  | 9  | 9  | 9  | 9  |
| Torino4          | 9  | 6  | 5  | 6  | 5  | 8  | 6  | 8  | 10 | 12 | 9  | 8  | 8  | 11 | 11 | 9  | 10 | 10 | 10 | 11 | 10 | 10 | 10 | 9  | 9  | 9  | 9  | 10 | 10 | 10 | 10 | 10 | 10 | 10 | 10 | 10 | 10 | 10 |
| Sassuolo4        | 12 | 15 | 17 | 17 | 15 | 15 | 17 | 19 | 13 | 15 | 17 | 17 | 16 | 16 | 17 | 15 | 15 | 14 | 14 | 15 | 14 | 14 | 16 | 15 | 16 | 16 | 16 | 17 | 15 | 16 | 14 | 15 | 13 | 13 | 13 | 12 | 11 | 11 |
| Genoa4           | 10 | 12 | 16 | 16 | 17 | 18 | 19 | 17 | 14 | 16 | 18 | 18 | 18 | 17 | 15 | 16 | 17 | 15 | 16 | 14 | 15 | 15 | 13 | 12 | 12 | 13 | 13 | 13 | 13 | 13 | 12 | 12 | 12 | 11 | 11 | 11 | 12 | 12 |
| Udinese2 4       | 15 | 16 | 12 | 13 | 16 | 17 | 13 | 13 | 15 | 13 | 13 | 13 | 14 | 14 | 14 | 13 | 11 | 9  | 7  | 9  | 9  | 9  | 9  | 10 | 10 | 11 | 11 | 11 | 12 | 12 | 13 | 13 | 14 | 14 | 14 | 15 | 14 | 13 |
| ChievoVerona4    | 5  | 10 | 14 | 15 | 12 | 10 | 9  | 9  | 7  | 10 | 11 | 11 | 11 | 9  | 12 | 12 | 13 | 13 | 13 | 13 | 13 | 13 | 15 | 16 | 15 | 15 | 15 | 15 | 16 | 15 | 16 | 16 | 16 | 16 | 18 | 17 | 15 | 14 |
| Bologna          | 8  | 8  | 9  | 12 | 13 | 11 | 10 | 7  | 8  | 11 | 12 | 12 | 10 | 8  | 9  | 11 | 12 | 12 | 12 | 12 | 12 | 12 | 12 | 13 | 13 | 12 | 12 | 12 | 11 | 11 | 11 | 11 | 11 | 12 | 12 | 13 | 13 | 15 |
| Cagliari4        | 18 | 19 | 15 | 10 | 11 | 13 | 14 | 14 | 16 | 14 | 14 | 14 | 13 | 13 | 13 | 14 | 14 | 16 | 15 | 16 | 16 | 16 | 14 | 14 | 14 | 14 | 14 | 14 | 14 | 14 | 15 | 14 | 15 | 15 | 16 | 18 | 16 | 16 |
| SPAL             | 13 | 7  | 8  | 11 | 14 | 14 | 15 | 18 | 19 | 19 | 16 | 16 | 17 | 18 | 18 | 18 | 18 | 17 | 17 | 17 | 18 | 18 | 18 | 18 | 18 | 18 | 18 | 18 | 17 | 17 | 17 | 17 | 17 | 18 | 17 | 14 | 17 | 17 |
| Crotone4         | 19 | 14 | 18 | 18 | 19 | 16 | 16 | 15 | 18 | 17 | 15 | 15 | 15 | 15 | 16 | 17 | 16 | 18 | 18 | 18 | 17 | 17 | 17 | 17 | 17 | 17 | 17 | 16 | 18 | 18 | 18 | 18 | 18 | 17 | 15 | 16 | 18 | 18 |
| Hellas Verona4   | 17 | 13 | 19 | 19 | 18 | 19 | 18 | 16 | 17 | 18 | 19 | 19 | 19 | 19 | 19 | 19 | 19 | 19 | 19 | 19 | 19 | 19 | 19 | 19 | 19 | 19 | 19 | 19 | 19 | 19 | 19 | 19 | 19 | 19 | 19 | 19 | 19 | 19 |
| Benevento4       | 14 | 17 | 20 | 20 | 20 | 20 | 20 | 20 | 20 | 20 | 20 | 20 | 20 | 20 | 20 | 20 | 20 | 20 | 20 | 20 | 20 | 20 | 20 | 20 | 20 | 20 | 20 | 20 | 20 | 20 | 20 | 20 | 20 | 20 | 20 | 20 | 20 | 20 |

Notas:
- 1 Posiciones de Sampdoria y Roma de la fecha 3 hasta la 21 con un partido pendiente por el aplazamiento del encuentro entre ambos en la jornada 3.
- 2 Posiciones de Lazio y Udinese de la fecha 12 hasta la 21 con un partido pendiente por el aplazamiento del encuentro entre ambos en la jornada 12.
- 3 Posiciones de Juventus y Atalanta de la fecha 26 hasta la 28 con un partido pendiente por el aplazamiento del encuentro entre ambos en la jornada 26.
- 4 Posiciones de Genoa, Cagliari, Atalanta, Sampdoria, Benevento, Hellas Verona, Chievo Verona, Sassuolo, Torino, Crotone, Udinese, Fiorentina, Milan e Inter de Milán de la fecha 27 hasta la 30 con un partido pendiente por el aplazamiento de sus encuentros en la jornada 27 por la muerte de Davide Astori.

## Resultados

### Tabla de resultados cruzados
| L\V        | ATA | BEN | BOL | CAG | CHV | CRO | FIO | GEN | HEL | INT | JUV | LAZ | MIL | NAP | ROM | SAM | SAS | SPA | TOR | UDI |
| ---------- | --- | --- | --- | --- | --- | --- | --- | --- | --- | --- | --- | --- | --- | --- | --- | --- | --- | --- | --- | --- |
| Atalanta   | —   | 1–0 | 1–0 | 1–2 | 1–0 | 5–1 | 1–1 | 3–1 | 3–0 | 0–0 | 2–2 | 3–3 | 1–1 | 0–1 | 0–1 | 1–2 | 2–1 | 1–1 | 2–1 | 2–0 |
| Benevento  | 0–3 | —   | 0–1 | 1–2 | 1–0 | 3–2 | 0–3 | 1–0 | 3–0 | 1–2 | 2–4 | 1–5 | 2–2 | 0–2 | 0–4 | 3–2 | 1–2 | 1–2 | 0–1 | 3–3 |
| Bologna    | 0–1 | 3–0 | —   | 1–1 | 1–2 | 2–3 | 1–2 | 2–0 | 2–0 | 1–1 | 0–3 | 1–2 | 1–2 | 0–3 | 1–1 | 3–0 | 2–1 | 2–1 | 1–1 | 1–2 |
| Cagliari   | 1–0 | 2–1 | 0–0 | —   | 0–2 | 1–0 | 0–1 | 2–3 | 2–1 | 1–3 | 0–1 | 2–2 | 1–2 | 0–5 | 0–1 | 2–2 | 0–1 | 2–0 | 0–4 | 2–1 |
| Chievo     | 1–1 | 1–0 | 2–3 | 2–1 | —   | 2–1 | 2–1 | 0–1 | 3–2 | 1–2 | 0–2 | 1–2 | 1–4 | 0–0 | 0–0 | 2–1 | 1–1 | 2–1 | 0–0 | 1–1 |
| Crotone    | 1–1 | 2–0 | 1–0 | 1–1 | 1–0 | —   | 2–1 | 0–1 | 0–0 | 0–2 | 1–1 | 2–2 | 0–3 | 0–1 | 0–2 | 4–1 | 4–1 | 2–3 | 2–2 | 0–3 |
| Fiorentina | 1–1 | 1–0 | 2–1 | 0–1 | 1–0 | 2–0 | —   | 0–0 | 1–4 | 1–1 | 0–2 | 3–4 | 1–1 | 3–0 | 2–4 | 1–2 | 3–0 | 0–0 | 3–0 | 2–1 |
| Genoa      | 1–2 | 1–0 | 0–1 | 2–1 | 1–1 | 1–0 | 2–3 | —   | 3–1 | 2–0 | 2–4 | 2–3 | 0–1 | 2–3 | 1–1 | 0–2 | 1–0 | 1–1 | 1–2 | 0–1 |
| Hellas     | 0–5 | 1–0 | 2–3 | 1–0 | 1–0 | 0–3 | 0–5 | 0–1 | —   | 1–2 | 1–3 | 0–3 | 3–0 | 1–3 | 0–1 | 0–0 | 0–1 | 1–3 | 2–1 | 0–1 |
| Inter      | 2–0 | 2–0 | 2–1 | 4–0 | 5–0 | 1–1 | 3–0 | 1–0 | 3–0 | —   | 2–3 | 0–0 | 3–2 | 0–0 | 1–1 | 3–2 | 1–2 | 2–0 | 1–1 | 1–3 |
| Juventus   | 2–0 | 2–1 | 3–1 | 3–0 | 3–0 | 3–0 | 1–0 | 1–0 | 2–1 | 0–0 | —   | 1–2 | 3–1 | 0–1 | 1–0 | 3–0 | 7–0 | 4–1 | 4–0 | 2–0 |
| Lazio      | 1–1 | 6–2 | 1–1 | 3–0 | 5–1 | 4–0 | 1–1 | 1–2 | 2–0 | 2–3 | 0–1 | —   | 4–1 | 1–4 | 0–0 | 4–0 | 6–1 | 0–0 | 1–3 | 3–0 |
| Milan      | 0–2 | 0–1 | 2–1 | 2–1 | 3–2 | 1–0 | 5–1 | 0–0 | 4–1 | 0–0 | 0–2 | 2–1 | —   | 0–0 | 0–2 | 1–0 | 1–1 | 2–0 | 0–0 | 2–1 |
| Napoli     | 3–1 | 6–0 | 3–1 | 3–0 | 2–1 | 2–1 | 0–0 | 1–0 | 2–0 | 0–0 | 0–1 | 4–1 | 2–1 | —   | 2–4 | 3–2 | 3–1 | 1–0 | 2–2 | 4–2 |
| Roma       | 1–2 | 5–2 | 1–0 | 1–0 | 4–1 | 1–0 | 0–2 | 2–1 | 3–0 | 1–3 | 0–0 | 2–1 | 0–2 | 0–1 | —   | 0–1 | 1–1 | 3–1 | 3–0 | 3–1 |
| Sampdoria  | 3–1 | 2–1 | 1–0 | 4–1 | 4–1 | 5–0 | 3–1 | 0–0 | 2–0 | 0–5 | 3–2 | 1–2 | 2–0 | 0–2 | 1–1 | —   | 0–1 | 2–0 | 1–1 | 2–1 |
| Sassuolo   | 0–3 | 2–2 | 0–1 | 0–0 | 0–0 | 2–1 | 1–0 | 0–0 | 0–2 | 1–0 | 1–3 | 0–3 | 0–2 | 1–1 | 0–1 | 1–0 | —   | 1–1 | 1–1 | 0–1 |
| S.P.A.L.   | 1–1 | 2–0 | 1–0 | 0–2 | 0–0 | 1–1 | 1–1 | 1–0 | 2–2 | 1–1 | 0–0 | 2–5 | 0–4 | 2–3 | 0–3 | 3–1 | 0–1 | —   | 2–2 | 3–2 |
| Torino     | 1–1 | 3–0 | 3–0 | 2–1 | 1–1 | 4–1 | 1–2 | 0–0 | 2–2 | 1–0 | 0–1 | 0–1 | 1–1 | 1–3 | 0–1 | 2–2 | 3–0 | 2–1 | —   | 2–0 |
| Udinese    | 2–1 | 2–0 | 1–0 | 0–1 | 1–2 | 1–2 | 0–2 | 1–0 | 4–0 | 0–4 | 2–6 | 1–2 | 1–1 | 0–1 | 0–2 | 4–0 | 1–2 | 1–1 | 2–3 | —   |

- Los horarios corresponden al huso horario de Italia (Hora central europea): UTC+1 en horario estándar y UTC+2 en horario de verano

### Primera vuelta
| Juventus      | 3 - 0 Archivado el 19 de agosto de 2017 en Wayback Machine.    | Cagliari   | Allianz                     | 19 de agosto | 18:00 |
| Hellas Verona | 1 - 3 Archivado el 20 de agosto de 2017 en Wayback Machine.    | Napoli     | Marc'Antonio Bentegodi      | 19 de agosto | 20:45 |
| Atalanta      | 0 - 1 Archivado el 23 de agosto de 2017 en Wayback Machine.    | Roma       | Atleti Azzurri d'Italia     | 20 de agosto | 18:00 |
| Bologna       | 1 - 1 Archivado el 24 de agosto de 2017 en Wayback Machine.    | Torino     | Renato Dall'Ara             | 20 de agosto | 20:45 |
| Crotone       | 0 - 3 Archivado el 23 de noviembre de 2017 en Wayback Machine. | Milan      | Ezio Scida                  | 20 de agosto | 20:45 |
| Inter         | 3 - 0 Archivado el 23 de agosto de 2017 en Wayback Machine.    | Fiorentina | Giuseppe Meazza             | 20 de agosto | 20:45 |
| Lazio         | 0 - 0 Archivado el 23 de agosto de 2017 en Wayback Machine.    | S.P.A.L.   | Olímpico                    | 20 de agosto | 20:45 |
| Sampdoria     | 2 - 1 Archivado el 24 de agosto de 2017 en Wayback Machine.    | Benevento  | Luigi Ferraris              | 20 de agosto | 20:45 |
| Sassuolo      | 0 - 0 Archivado el 22 de octubre de 2017 en Wayback Machine.   | Genoa      | MAPEI - Città del Tricolore | 20 de agosto | 20:45 |
| Udinese       | 1 - 2 Archivado el 24 de agosto de 2017 en Wayback Machine.    | Chievo     | Friuli-Dacia Arena          | 20 de agosto | 20:45 |

| Benevento  | 0 - 1 Archivado el 27 de agosto de 2017 en Wayback Machine.                                             | Bologna       | Ciro Vigorito          | 26 de agosto | 18:00 |
| Genoa      | 2 - 4 Archivado el 30 de agosto de 2017 en Wayback Machine.                                             | Juventus      | Luigi Ferraris         | 26 de agosto | 18:00 |
| Roma       | 1 - 3 Archivado el 29 de agosto de 2017 en Wayback Machine.                                             | Inter         | Olímpico               | 26 de agosto | 20:45 |
| Torino     | 3 - 0 Archivado el 30 de agosto de 2017 en Wayback Machine.                                             | Sassuolo      | Olímpico Grande Torino | 27 de agosto | 18:00 |
| Chievo     | 1 - 2 Archivado el 27 de agosto de 2017 en Wayback Machine.                                             | Lazio         | Marc'Antonio Bentegodi | 27 de agosto | 20:45 |
| Crotone    | 0 - 0 (enlace roto disponible en Internet Archive; véase el historial, la primera versión y la última). | Hellas Verona | Ezio Scida             | 27 de agosto | 20:45 |
| Fiorentina | 1 - 2 Archivado el 27 de agosto de 2017 en Wayback Machine.                                             | Sampdoria     | Artemio Franchi        | 27 de agosto | 20:45 |
| Milan      | 2 - 1 Archivado el 30 de agosto de 2017 en Wayback Machine.                                             | Cagliari      | San Siro               | 27 de agosto | 20:45 |
| Napoli     | 3 - 1 Archivado el 27 de agosto de 2017 en Wayback Machine.                                             | Atalanta      | San Paolo              | 27 de agosto | 20:45 |
| S.P.A.L.   | 3 - 2 Archivado el 30 de agosto de 2017 en Wayback Machine.                                             | Udinese       | Paolo Mazza            | 27 de agosto | 20:45 |

| Juventus      | 3 - 0 Archivado el 28 de agosto de 2017 en Wayback Machine.     | Chievo     | Allianz                 | 9 de septiembre  | 18:00 |
| Inter         | 2 - 0 Archivado el 12 de septiembre de 2017 en Wayback Machine. | S.P.A.L.   | Giuseppe Meazza         | 10 de septiembre | 12:30 |
| Atalanta      | 2 - 1 Archivado el 10 de septiembre de 2017 en Wayback Machine. | Sassuolo   | Atleti Azzurri d'Italia | 10 de septiembre | 15:00 |
| Cagliari      | 1 - 0 Archivado el 29 de agosto de 2017 en Wayback Machine.     | Crotone    | Sardegna Arena          | 10 de septiembre | 15:00 |
| Hellas Verona | 0 - 5 Archivado el 28 de agosto de 2017 en Wayback Machine.     | Fiorentina | Marc'Antonio Bentegodi  | 10 de septiembre | 15:00 |
| Udinese       | 1 - 0 Archivado el 10 de septiembre de 2017 en Wayback Machine. | Genoa      | Friuli-Dacia Arena      | 10 de septiembre | 15:00 |
| Lazio         | 4 - 1 Archivado el 14 de octubre de 2017 en Wayback Machine.    | Milan      | Olímpico                | 10 de septiembre | 16:00 |
| Benevento     | 0 - 1 Archivado el 10 de septiembre de 2017 en Wayback Machine. | Torino     | Ciro Vigorito           | 10 de septiembre | 18:00 |
| Bologna       | 0 - 3 Archivado el 28 de agosto de 2017 en Wayback Machine.     | Napoli     | Renato Dall'Ara         | 10 de septiembre | 20:45 |
| Sampdoria     | 1 - 1 Archivado el 28 de agosto de 2017 en Wayback Machine.     | Roma       | Luigi Ferraris          | 24 de enero      | 20:45 |

| Crotone    | 0 - 2 Archivado el 27 de agosto de 2017 en Wayback Machine.     | Inter         | Ezio Scida                  | 16 de septiembre | 15:00 |
| Fiorentina | 2 - 1 Archivado el 28 de agosto de 2017 en Wayback Machine.     | Bologna       | Artemio Franchi             | 16 de septiembre | 18:00 |
| Roma       | 3 - 0 Archivado el 6 de septiembre de 2017 en Wayback Machine.  | Hellas Verona | Olímpico                    | 16 de septiembre | 20:45 |
| Sassuolo   | 1 - 3 Archivado el 18 de septiembre de 2017 en Wayback Machine. | Juventus      | MAPEI - Città del Tricolore | 17 de septiembre | 12:30 |
| Milan      | 2 - 1 Archivado el 18 de septiembre de 2017 en Wayback Machine. | Udinese       | San Siro                    | 17 de septiembre | 15:00 |
| Napoli     | 6 - 0 Archivado el 28 de agosto de 2017 en Wayback Machine.     | Benevento     | San Paolo                   | 17 de septiembre | 15:00 |
| S.P.A.L.   | 0 - 2 Archivado el 17 de septiembre de 2017 en Wayback Machine. | Cagliari      | Paolo Mazza                 | 17 de septiembre | 15:00 |
| Torino     | 2 - 2 Archivado el 18 de septiembre de 2017 en Wayback Machine. | Sampdoria     | Olímpico Grande Torino      | 17 de septiembre | 15:00 |
| Chievo     | 1 - 1 Archivado el 28 de agosto de 2017 en Wayback Machine.     | Atalanta      | Marc'Antonio Bentegodi      | 17 de septiembre | 18:00 |
| Genoa      | 2 - 3 Archivado el 28 de agosto de 2017 en Wayback Machine.     | Lazio         | Luigi Ferraris              | 17 de septiembre | 20:45 |

| Bologna       | 1 - 1 (enlace roto disponible en Internet Archive; véase el historial, la primera versión y la última). | Inter      | Renato Dall'Ara         | 19 de septiembre | 20:45 |
| Benevento     | 0 - 4 Archivado el 5 de septiembre de 2017 en Wayback Machine.                                          | Roma       | Ciro Vigorito           | 20 de septiembre | 18:30 |
| Atalanta      | 5 - 1 Archivado el 5 de septiembre de 2017 en Wayback Machine.                                          | Crotone    | Atleti Azzurri d'Italia | 20 de septiembre | 20:45 |
| Cagliari      | 0 - 1 Archivado el 21 de septiembre de 2017 en Wayback Machine.                                         | Sassuolo   | Sardegna Arena          | 20 de septiembre | 20:45 |
| Genoa         | 1 - 1 Archivado el 5 de septiembre de 2017 en Wayback Machine.                                          | Chievo     | Luigi Ferraris          | 20 de septiembre | 20:45 |
| Hellas Verona | 0 - 0 Archivado el 5 de septiembre de 2017 en Wayback Machine.                                          | Sampdoria  | Marc'Antonio Bentegodi  | 20 de septiembre | 20:45 |
| Juventus      | 1 - 0 Archivado el 5 de septiembre de 2017 en Wayback Machine.                                          | Fiorentina | Allianz                 | 20 de septiembre | 20:45 |
| Lazio         | 1 - 4 Archivado el 5 de septiembre de 2017 en Wayback Machine.                                          | Napoli     | Olímpico                | 20 de septiembre | 20:45 |
| Milan         | 2 - 0 Archivado el 21 de septiembre de 2017 en Wayback Machine.                                         | S.P.A.L.   | San Siro                | 20 de septiembre | 20:45 |
| Udinese       | 2 - 3 Archivado el 23 de septiembre de 2017 en Wayback Machine.                                         | Torino     | Friuli-Dacia Arena      | 20 de septiembre | 20:45 |

| Roma          | 3 - 1 Archivado el 26 de septiembre de 2017 en Wayback Machine. | Udinese   | Olímpico                    | 23 de septiembre | 15:00 |
| S.P.A.L.      | 2 - 3 Archivado el 23 de septiembre de 2017 en Wayback Machine. | Napoli    | Paolo Mazza                 | 23 de septiembre | 18:00 |
| Juventus      | 4 - 0 Archivado el 26 de septiembre de 2017 en Wayback Machine. | Torino    | Allianz                     | 23 de septiembre | 20:45 |
| Sampdoria     | 2 - 0 Archivado el 26 de septiembre de 2017 en Wayback Machine. | Milan     | Luigi Ferraris              | 24 de septiembre | 12:30 |
| Cagliari      | 0 - 2 Archivado el 5 de septiembre de 2017 en Wayback Machine.  | Chievo    | Sardegna Arena              | 24 de septiembre | 15:00 |
| Crotone       | 2 - 0 Archivado el 5 de septiembre de 2017 en Wayback Machine.  | Benevento | Ezio Scida                  | 24 de septiembre | 15:00 |
| Hellas Verona | 0 - 3 Archivado el 5 de septiembre de 2017 en Wayback Machine.  | Lazio     | Marc'Antonio Bentegodi      | 24 de septiembre | 15:00 |
| Inter         | 1 - 0 Archivado el 27 de agosto de 2017 en Wayback Machine.     | Genoa     | Giuseppe Meazza             | 24 de septiembre | 15:00 |
| Sassuolo      | 0 - 1 Archivado el 26 de septiembre de 2017 en Wayback Machine. | Bologna   | MAPEI - Città del Tricolore | 24 de septiembre | 18:00 |
| Fiorentina    | 1 - 1 Archivado el 5 de septiembre de 2017 en Wayback Machine.  | Atalanta  | Artemio Franchi             | 24 de septiembre | 20:45 |

| Udinese   | 4 - 0 Archivado el 3 de octubre de 2017 en Wayback Machine.    | Sampdoria     | Friuli-Dacia Arena      | 30 de septiembre | 18:00 |
| Genoa     | 0 - 1 Archivado el 5 de septiembre de 2017 en Wayback Machine. | Bologna       | Luigi Ferraris          | 30 de septiembre | 20:45 |
| Napoli    | 3 - 0 Archivado el 5 de septiembre de 2017 en Wayback Machine. | Cagliari      | San Paolo               | 1 de octubre     | 12:30 |
| Benevento | 1 - 2 Archivado el 27 de agosto de 2017 en Wayback Machine.    | Inter         | Ciro Vigorito           | 1 de octubre     | 15:00 |
| Chievo    | 2 - 1 Archivado el 5 de septiembre de 2017 en Wayback Machine. | Fiorentina    | Marc'Antonio Bentegodi  | 1 de octubre     | 15:00 |
| Lazio     | 6 - 1 Archivado el 3 de octubre de 2017 en Wayback Machine.    | Sassuolo      | Olímpico                | 1 de octubre     | 15:00 |
| S.P.A.L.  | 1 - 1 Archivado el 3 de octubre de 2017 en Wayback Machine.    | Crotone       | Paolo Mazza             | 1 de octubre     | 15:00 |
| Torino    | 2 - 2 Archivado el 3 de octubre de 2017 en Wayback Machine.    | Hellas Verona | Olímpico Grande Torino  | 1 de octubre     | 15:00 |
| Milan     | 0 - 2 Archivado el 3 de octubre de 2017 en Wayback Machine.    | Roma          | San Siro                | 1 de octubre     | 18:00 |
| Atalanta  | 2 - 2 Archivado el 5 de septiembre de 2017 en Wayback Machine. | Juventus      | Atleti Azzurri d'Italia | 1 de octubre     | 20:45 |

| Juventus      | 1 - 2 Archivado el 17 de octubre de 2017 en Wayback Machine.  | Lazio     | Allianz                     | 14 de octubre | 18:00 |
| Roma          | 0 - 1 Archivado el 17 de octubre de 2017 en Wayback Machine.  | Napoli    | Olímpico                    | 14 de octubre | 20:45 |
| Fiorentina    | 2 - 1 Archivado el 19 de octubre de 2017 en Wayback Machine.  | Udinese   | Artemio Franchi             | 15 de octubre | 12:30 |
| Bologna       | 2 - 1 Archivado el 19 de octubre de 2017 en Wayback Machine.  | S.P.A.L.  | Renato Dall'Ara             | 15 de octubre | 15:00 |
| Cagliari      | 2 - 3 Archivado el 18 de octubre de 2017 en Wayback Machine.  | Genoa     | Sardegna Arena              | 15 de octubre | 15:00 |
| Crotone       | 2 - 2 Archivado el 19 de octubre de 2017 en Wayback Machine.  | Torino    | Ezio Scida                  | 15 de octubre | 15:00 |
| Sampdoria     | 3 - 1 Archivado el 19 de octubre de 2017 en Wayback Machine.  | Atalanta  | Luigi Ferraris              | 15 de octubre | 15:00 |
| Sassuolo      | 0 - 0 Archivado el 19 de octubre de 2017 en Wayback Machine.  | Chievo    | MAPEI - Città del Tricolore | 15 de octubre | 15:00 |
| Inter         | 3 - 2 Archivado el 8 de noviembre de 2017 en Wayback Machine. | Milan     | Giuseppe Meazza             | 15 de octubre | 20:45 |
| Hellas Verona | 1 - 0 Archivado el 19 de octubre de 2017 en Wayback Machine.  | Benevento | Marc'Antonio Bentegodi      | 16 de octubre | 20:45 |

| Sampdoria | 5 - 0 Archivado el 5 de septiembre de 2017 en Wayback Machine. | Crotone       | Luigi Ferraris          | 21 de octubre | 18:00 |
| Napoli    | 0 - 0 Archivado el 27 de agosto de 2017 en Wayback Machine.    | Inter         | San Paolo               | 21 de octubre | 20:45 |
| Chievo    | 3 - 2 Archivado el 5 de septiembre de 2017 en Wayback Machine. | Hellas Verona | Marc'Antonio Bentegodi  | 22 de octubre | 12:30 |
| Atalanta  | 1 - 0 Archivado el 5 de septiembre de 2017 en Wayback Machine. | Bologna       | Atleti Azzurri d'Italia | 22 de octubre | 15:00 |
| Benevento | 0 - 3 Archivado el 5 de septiembre de 2017 en Wayback Machine. | Fiorentina    | Ciro Vigorito           | 22 de octubre | 15:00 |
| Milan     | 0 - 0 Archivado el 1 de agosto de 2017 en Wayback Machine.     | Genoa         | San Siro                | 22 de octubre | 15:00 |
| S.P.A.L.  | 0 - 1 Archivado el 30 de julio de 2017 en Wayback Machine.     | Sassuolo      | Paolo Mazza             | 22 de octubre | 15:00 |
| Torino    | 0 - 1 Archivado el 30 de julio de 2017 en Wayback Machine.     | Roma          | Olímpico Grande Torino  | 22 de octubre | 15:00 |
| Udinese   | 2 - 6 Archivado el 30 de julio de 2017 en Wayback Machine.     | Juventus      | Friuli-Dacia Arena      | 22 de octubre | 18:00 |
| Lazio     | 3 - 0 Archivado el 5 de septiembre de 2017 en Wayback Machine. | Cagliari      | Olímpico                | 22 de octubre | 20:45 |

| Inter      | 3 - 2 Archivado el 27 de agosto de 2017 en Wayback Machine.    | Sampdoria     | Giuseppe Meazza             | 24 de octubre | 20:45 |
| Atalanta   | 3 - 0 Archivado el 5 de septiembre de 2017 en Wayback Machine. | Hellas Verona | Atleti Azzurri d'Italia     | 25 de octubre | 18:30 |
| Cagliari   | 2 - 1 Archivado el 5 de septiembre de 2017 en Wayback Machine. | Benevento     | Sardegna Arena              | 25 de octubre | 20:45 |
| Chievo     | 1 - 4 Archivado el 1 de agosto de 2017 en Wayback Machine.     | Milan         | Marc'Antonio Bentegodi      | 25 de octubre | 20:45 |
| Fiorentina | 3 - 0 Archivado el 30 de julio de 2017 en Wayback Machine.     | Torino        | Artemio Franchi             | 25 de octubre | 20:45 |
| Genoa      | 2 - 3 Archivado el 5 de septiembre de 2017 en Wayback Machine. | Napoli        | Luigi Ferraris              | 25 de octubre | 20:45 |
| Juventus   | 4 - 1 Archivado el 30 de julio de 2017 en Wayback Machine.     | S.P.A.L.      | Allianz                     | 25 de octubre | 20:45 |
| Roma       | 1 - 0 Archivado el 5 de septiembre de 2017 en Wayback Machine. | Crotone       | Olímpico                    | 25 de octubre | 20:45 |
| Sassuolo   | 0 - 1 Archivado el 30 de julio de 2017 en Wayback Machine.     | Udinese       | MAPEI - Città del Tricolore | 25 de octubre | 20:45 |
| Bologna    | 1 - 2 Archivado el 28 de octubre de 2017 en Wayback Machine.   | Lazio         | Renato Dall'Ara             | 25 de octubre | 20:45 |

| Milan         | 0 - 2 Archivado el 1 de diciembre de 2017 en Wayback Machine.                                           | Juventus   | San Siro               | 28 de octubre | 18:00 |
| Roma          | 1 - 0 Archivado el 31 de octubre de 2017 en Wayback Machine.                                            | Bologna    | Olímpico               | 28 de octubre | 20:45 |
| Benevento     | 1 - 5 Archivado el 17 de noviembre de 2017 en Wayback Machine.                                          | Lazio      | Ciro Vigorito          | 29 de octubre | 12:30 |
| Crotone       | 2 - 1 Archivado el 17 de noviembre de 2017 en Wayback Machine.                                          | Fiorentina | Ezio Scida             | 29 de octubre | 15:00 |
| Napoli        | 3 - 1 Archivado el 2 de noviembre de 2017 en Wayback Machine.                                           | Sassuolo   | San Paolo              | 29 de octubre | 15:00 |
| S.P.A.L.      | 1 - 0 Archivado el 2 de noviembre de 2017 en Wayback Machine.                                           | Genoa      | Paolo Mazza            | 29 de octubre | 15:00 |
| Sampdoria     | 4 - 1 Archivado el 17 de noviembre de 2017 en Wayback Machine.                                          | Chievo     | Luigi Ferraris         | 29 de octubre | 15:00 |
| Udinese       | 2 - 1 Archivado el 17 de noviembre de 2017 en Wayback Machine.                                          | Atalanta   | Olímpico Grande Torino | 29 de octubre | 15:00 |
| Torino        | 2 - 1 Archivado el 17 de noviembre de 2017 en Wayback Machine.                                          | Cagliari   | Friuli-Dacia Arena     | 29 de octubre | 20:45 |
| Hellas Verona | 1 - 2 (enlace roto disponible en Internet Archive; véase el historial, la primera versión y la última). | Inter      | Marc'Antonio Bentegodi | 30 de octubre | 20:45 |

| Bologna    | 2 - 3 Archivado el 7 de noviembre de 2017 en Wayback Machine.                                           | Crotone       | Renato Dall'Ara             | 4 de noviembre | 18:00 |
| Genoa      | 0 - 2 Archivado el 8 de noviembre de 2017 en Wayback Machine.                                           | Sampdoria     | Luigi Ferraris              | 4 de noviembre | 20:45 |
| Inter      | 1 - 1 Archivado el 8 de noviembre de 2017 en Wayback Machine.                                           | Torino        | Giuseppe Meazza             | 5 de noviembre | 12:30 |
| Cagliari   | 2 - 1 (enlace roto disponible en Internet Archive; véase el historial, la primera versión y la última). | Hellas Verona | Sardegna Arena              | 5 de noviembre | 15:00 |
| Chievo     | 0 - 0 Archivado el 8 de noviembre de 2017 en Wayback Machine.                                           | Napoli        | Marc'Antonio Bentegodi      | 5 de noviembre | 15:00 |
| Fiorentina | 2 - 4 Archivado el 8 de noviembre de 2017 en Wayback Machine.                                           | Roma          | Artemio Franchi             | 5 de noviembre | 15:00 |
| Juventus   | 2 - 1 Archivado el 8 de noviembre de 2017 en Wayback Machine.                                           | Benevento     | Allianz                     | 5 de noviembre | 15:00 |
| Atalanta   | 1 - 1 Archivado el 8 de noviembre de 2017 en Wayback Machine.                                           | S.P.A.L.      | Atleti Azzurri d'Italia     | 5 de noviembre | 18:00 |
| Sassuolo   | 0 - 2 Archivado el 9 de diciembre de 2017 en Wayback Machine.                                           | Milan         | MAPEI - Città del Tricolore | 5 de noviembre | 20:45 |
| Lazio      | 3 - 0 Archivado el 9 de diciembre de 2017 en Wayback Machine.                                           | Udinese       | Olímpico                    | 24 de enero    | 19:00 |

| Roma          | 2 - 1 Archivado el 21 de noviembre de 2017 en Wayback Machine.                                          | Lazio      | Olímpico               | 18 de noviembre | 18:00 |
| Napoli        | 2 - 1 Archivado el 22 de noviembre de 2017 en Wayback Machine.                                          | Milan      | San Paolo              | 18 de noviembre | 20:45 |
| Crotone       | 0 - 1 Archivado el 22 de noviembre de 2017 en Wayback Machine.                                          | Genoa      | Ezio Scida             | 19 de noviembre | 12:30 |
| Benevento     | 1 - 2 Archivado el 22 de noviembre de 2017 en Wayback Machine.                                          | Sassuolo   | Ciro Vigorito          | 19 de noviembre | 15:00 |
| Sampdoria     | 3 - 2 Archivado el 22 de noviembre de 2017 en Wayback Machine.                                          | Juventus   | Luigi Ferraris         | 19 de noviembre | 15:00 |
| S.P.A.L.      | 1 - 1 Archivado el 22 de noviembre de 2017 en Wayback Machine.                                          | Fiorentina | Paolo Mazza            | 19 de noviembre | 15:00 |
| Torino        | 1 - 1 Archivado el 22 de noviembre de 2017 en Wayback Machine.                                          | Chievo     | Olímpico Grande Torino | 19 de noviembre | 15:00 |
| Udinese       | 0 - 1 Archivado el 22 de noviembre de 2017 en Wayback Machine.                                          | Cagliari   | Friuli-Dacia Arena     | 19 de noviembre | 15:00 |
| Inter         | 2 - 0 Archivado el 22 de noviembre de 2017 en Wayback Machine.                                          | Atalanta   | Giuseppe Meazza        | 19 de noviembre | 20:45 |
| Hellas Verona | 2 - 3 (enlace roto disponible en Internet Archive; véase el historial, la primera versión y la última). | Bologna    | Marc'Antonio Bentegodi | 20 de noviembre | 20:45 |

| Bologna  | 3 - 0 Archivado el 28 de noviembre de 2017 en Wayback Machine.                                          | Sampdoria     | Renato Dall'Ara             | 25 de noviembre | 15:00 |
| Chievo   | 2 - 1 Archivado el 14 de enero de 2018 en Wayback Machine.                                              | S.P.A.L.      | Marc'Antonio Bentegodi      | 25 de noviembre | 18:00 |
| Sassuolo | 0 - 2 Archivado el 14 de enero de 2018 en Wayback Machine.                                              | Hellas Verona | MAPEI - Città del Tricolore | 25 de noviembre | 18:00 |
| Cagliari | 1 - 3 Archivado el 28 de noviembre de 2017 en Wayback Machine.                                          | Inter         | Sardegna Arena              | 25 de noviembre | 20:45 |
| Genoa    | 1 - 1 Archivado el 30 de noviembre de 2017 en Wayback Machine.                                          | Roma          | Luigi Ferraris              | 26 de noviembre | 15:00 |
| Milan    | 0 - 0 Archivado el 30 de noviembre de 2017 en Wayback Machine.                                          | Torino        | Giuseppe Meazza             | 26 de noviembre | 15:00 |
| Udinese  | 0 - 1 Archivado el 14 de enero de 2018 en Wayback Machine.                                              | Napoli        | Friuli-Dacia Arena          | 26 de noviembre | 15:00 |
| Lazio    | 1 - 1 Archivado el 5 de enero de 2018 en Wayback Machine.                                               | Fiorentina    | Olímpico                    | 26 de noviembre | 18:00 |
| Juventus | 3 - 0 (enlace roto disponible en Internet Archive; véase el historial, la primera versión y la última). | Crotone       | Allianz                     | 26 de noviembre | 20:45 |
| Atalanta | 1 - 0 Archivado el 1 de diciembre de 2017 en Wayback Machine.                                           | Benevento     | Atleti Azzurri d'Italia     | 27 de noviembre | 20:45 |

| Roma          | 3 - 1 Archivado el 4 de diciembre de 2017 en Wayback Machine.  | S.P.A.L. | Olímpico               | 1 de diciembre | 18:30 |
| Napoli        | 0 - 1 Archivado el 4 de diciembre de 2017 en Wayback Machine.  | Juventus | San Paolo              | 1 de diciembre | 20:45 |
| Torino        | 1 - 1 Archivado el 6 de diciembre de 2017 en Wayback Machine.  | Atalanta | Olímpico Grande Torino | 2 de diciembre | 20:45 |
| Benevento     | 2 - 2 Archivado el 5 de diciembre de 2017 en Wayback Machine.  | Milan    | Ciro Vigorito          | 3 de diciembre | 12:30 |
| Bologna       | 1 - 1 Archivado el 26 de diciembre de 2017 en Wayback Machine. | Cagliari | Renato Dall'Ara        | 3 de diciembre | 15:00 |
| Fiorentina    | 3 - 0 Archivado el 31 de diciembre de 2017 en Wayback Machine. | Sassuolo | Artemio Franchi        | 3 de diciembre | 15:00 |
| Inter         | 5 - 0 Archivado el 5 de diciembre de 2017 en Wayback Machine.  | Chievo   | Giuseppe Meazza        | 3 de diciembre | 15:00 |
| Sampdoria     | 1 - 2 Archivado el 1 de diciembre de 2017 en Wayback Machine.  | Lazio    | Luigi Ferraris         | 3 de diciembre | 20:45 |
| Crotone       | 0 - 3 Archivado el 8 de diciembre de 2017 en Wayback Machine.  | Udinese  | Ezio Scida             | 4 de diciembre | 19:00 |
| Hellas Verona | 0 - 1 Archivado el 7 de diciembre de 2017 en Wayback Machine.  | Genoa    | Marc'Antonio Bentegodi | 4 de diciembre | 21:00 |

| Cagliari | 2 - 2 Archivado el 12 de diciembre de 2017 en Wayback Machine.                                          | Sampdoria     | Sardegna Arena              | 9 de diciembre  | 18:00 |
| Juventus | 0 - 0 Archivado el 12 de diciembre de 2017 en Wayback Machine.                                          | Inter         | Allianz                     | 9 de diciembre  | 20:45 |
| Chievo   | 0 - 0 Archivado el 12 de diciembre de 2017 en Wayback Machine.                                          | Roma          | Marc'Antonio Bentegodi      | 10 de diciembre | 12:30 |
| Napoli   | 0 - 0 Archivado el 12 de diciembre de 2017 en Wayback Machine.                                          | Fiorentina    | San Paolo                   | 10 de diciembre | 15:00 |
| S.P.A.L. | 2 - 2 (enlace roto disponible en Internet Archive; véase el historial, la primera versión y la última). | Hellas Verona | Paolo Mazza                 | 10 de diciembre | 15:00 |
| Udinese  | 2 - 0 Archivado el 12 de diciembre de 2017 en Wayback Machine.                                          | Benevento     | Friuli-Dacia Arena          | 10 de diciembre | 15:00 |
| Sassuolo | 2 - 1 Archivado el 12 de diciembre de 2017 en Wayback Machine.                                          | Crotone       | MAPEI - Città del Tricolore | 10 de diciembre | 18:00 |
| Milan    | 2 - 1 Archivado el 12 de diciembre de 2017 en Wayback Machine.                                          | Bologna       | Giuseppe Meazza             | 10 de diciembre | 20:45 |
| Lazio    | 1 - 3 Archivado el 21 de diciembre de 2017 en Wayback Machine.                                          | Torino        | Olímpico                    | 11 de diciembre | 21:00 |
| Genoa    | 1 - 2 Archivado el 1 de diciembre de 2017 en Wayback Machine.                                           | Atalanta      | Luigi Ferraris              | 12 de diciembre | 19:00 |

| Inter         | 1 - 3 Archivado el 26 de diciembre de 2017 en Wayback Machine. | Udinese  | Giuseppe Meazza         | 16 de diciembre | 15:00 |
| Torino        | 1 - 3 Archivado el 14 de enero de 2018 en Wayback Machine.     | Napoli   | Olímpico Grande Torino  | 16 de diciembre | 18:00 |
| Roma          | 1 - 0 Archivado el 14 de diciembre de 2017 en Wayback Machine. | Cagliari | Olímpico                | 16 de diciembre | 20:45 |
| Hellas Verona | 3 - 0 Archivado el 19 de diciembre de 2017 en Wayback Machine. | Milan    | Marc'Antonio Bentegodi  | 17 de diciembre | 12:30 |
| Bologna       | 0 - 3 Archivado el 26 de diciembre de 2017 en Wayback Machine. | Juventus | Renato Dall'Ara         | 17 de diciembre | 15:00 |
| Crotone       | 1 - 0 Archivado el 14 de enero de 2018 en Wayback Machine.     | Chievo   | Ezio Scida              | 17 de diciembre | 15:00 |
| Fiorentina    | 0 - 0 Archivado el 5 de enero de 2018 en Wayback Machine.      | Genoa    | Artemio Franchi         | 17 de diciembre | 15:00 |
| Sampdoria     | 0 - 1 Archivado el 14 de enero de 2018 en Wayback Machine.     | Sassuolo | Luigi Ferraris          | 17 de diciembre | 15:00 |
| Benevento     | 1 - 2 Archivado el 14 de enero de 2018 en Wayback Machine.     | S.P.A.L. | Ciro Vigorito           | 17 de diciembre | 18:00 |
| Atalanta      | 3 - 3 Archivado el 19 de diciembre de 2017 en Wayback Machine. | Lazio    | Atleti Azzurri d'Italia | 17 de diciembre | 20:45 |

| Chievo   | 2 - 3 Archivado el 25 de diciembre de 2017 en Wayback Machine. | Bologna       | Marc'Antonio Bentegodi      | 22 de diciembre | 18:00 |
| Cagliari | 0 - 1 Archivado el 5 de enero de 2018 en Wayback Machine.      | Fiorentina    | Sardegna Arena              | 22 de diciembre | 20:45 |
| Lazio    | 4 - 0 Archivado el 1 de diciembre de 2017 en Wayback Machine.  | Crotone       | Olímpico                    | 23 de diciembre | 12:30 |
| Genoa    | 1 - 0 Archivado el 16 de enero de 2018 en Wayback Machine.     | Benevento     | Luigi Ferraris              | 23 de diciembre | 15:00 |
| Napoli   | 3 - 2 Archivado el 29 de diciembre de 2017 en Wayback Machine. | Sampdoria     | San Paolo                   | 23 de diciembre | 15:00 |
| Sassuolo | 1 - 0 Archivado el 26 de diciembre de 2017 en Wayback Machine. | Inter         | MAPEI - Città del Tricolore | 23 de diciembre | 15:00 |
| S.P.A.L. | 2 - 2 Archivado el 31 de diciembre de 2017 en Wayback Machine. | Torino        | Paolo Mazza                 | 23 de diciembre | 15:00 |
| Udinese  | 4 - 0 Archivado el 16 de enero de 2018 en Wayback Machine.     | Hellas Verona | Friuli-Dacia Arena          | 23 de diciembre | 15:00 |
| Milan    | 0 - 2 Archivado el 26 de diciembre de 2017 en Wayback Machine. | Atalanta      | Giuseppe Meazza             | 23 de diciembre | 18:00 |
| Juventus | 1 - 0 Archivado el 14 de diciembre de 2017 en Wayback Machine. | Roma          | Allianz                     | 23 de diciembre | 20:45 |

| Crotone       | 0 - 1 Archivado el 2 de enero de 2018 en Wayback Machine.      | Napoli   | Ezio Scida              | 29 de diciembre | 20:45 |
| Fiorentina    | 1 - 1 Archivado el 2 de enero de 2018 en Wayback Machine.      | Milan    | Artemio Franchi         | 30 de diciembre | 12:30 |
| Atalanta      | 1 - 2 Archivado el 2 de enero de 2018 en Wayback Machine.      | Cagliari | Atleti Azzurri d'Italia | 30 de diciembre | 15:00 |
| Benevento     | 1 - 0 Archivado el 2 de enero de 2018 en Wayback Machine.      | Chievo   | Ciro Vigorito           | 30 de diciembre | 15:00 |
| Bologna       | 1 - 2 Archivado el 2 de enero de 2018 en Wayback Machine.      | Udinese  | Renato Dall'Ara         | 30 de diciembre | 15:00 |
| Roma          | 1 - 1 Archivado el 14 de diciembre de 2017 en Wayback Machine. | Sassuolo | Olímpico                | 30 de diciembre | 15:00 |
| Sampdoria     | 2 - 0 Archivado el 2 de enero de 2018 en Wayback Machine.      | S.P.A.L. | Luigi Ferraris          | 30 de diciembre | 15:00 |
| Torino        | 0 - 0 Archivado el 2 de enero de 2018 en Wayback Machine.      | Genoa    | Olímpico Grande Torino  | 30 de diciembre | 15:00 |
| Inter         | 0 - 0 Archivado el 2 de enero de 2018 en Wayback Machine.      | Lazio    | Giuseppe Meazza         | 30 de diciembre | 18:00 |
| Hellas Verona | 1 - 3 Archivado el 2 de enero de 2018 en Wayback Machine.      | Juventus | Marc'Antonio Bentegodi  | 30 de diciembre | 20:45 |

### Segunda vuelta
| Chievo     | 1 - 1 Archivado el 7 de enero de 2018 en Wayback Machine.                                               | Udinese       | Marc'Antonio Bentegodi | 5 de enero | 18:00 |
| Fiorentina | 1 - 1 (enlace roto disponible en Internet Archive; véase el historial, la primera versión y la última). | Inter         | Artemio Franchi        | 5 de enero | 20:45 |
| Torino     | 3 - 0 Archivado el 9 de enero de 2018 en Wayback Machine.                                               | Bologna       | Olímpico Grande Torino | 6 de enero | 12:30 |
| Benevento  | 3 - 2 Archivado el 10 de diciembre de 2017 en Wayback Machine.                                          | Sampdoria     | Ciro Vigorito          | 6 de enero | 15:00 |
| Genoa      | 1 - 0 Archivado el 9 de enero de 2018 en Wayback Machine.                                               | Sassuolo      | Luigi Ferraris         | 6 de enero | 15:00 |
| Milan      | 1 - 0 Archivado el 9 de enero de 2018 en Wayback Machine.                                               | Crotone       | Giuseppe Meazza        | 6 de enero | 15:00 |
| Napoli     | 2 - 0 Archivado el 10 de diciembre de 2017 en Wayback Machine.                                          | Hellas Verona | San Paolo              | 6 de enero | 15:00 |
| S.P.A.L.   | 2 - 5 Archivado el 9 de enero de 2018 en Wayback Machine.                                               | Lazio         | Paolo Mazza            | 6 de enero | 15:00 |
| Roma       | 1 - 2 Archivado el 9 de enero de 2018 en Wayback Machine.                                               | Atalanta      | Olímpico               | 6 de enero | 18:00 |
| Cagliari   | 0 - 1 Archivado el 9 de enero de 2018 en Wayback Machine.                                               | Juventus      | Sardegna Arena         | 6 de enero | 20:45 |

| Atalanta      | 0 - 1 Archivado el 30 de enero de 2018 en Wayback Machine.     | Napoli     | Atleti Azzurri d'Italia     | 21 de enero | 12:30 |
| Bologna       | 3 - 0 Archivado el 10 de diciembre de 2017 en Wayback Machine. | Benevento  | Renato Dall'Ara             | 21 de enero | 15:00 |
| Hellas Verona | 0 - 3 Archivado el 30 de enero de 2018 en Wayback Machine.     | Crotone    | Marc'Antonio Bentegodi      | 21 de enero | 15:00 |
| Lazio         | 5 - 1 Archivado el 25 de enero de 2018 en Wayback Machine.     | Chievo     | Olímpico                    | 21 de enero | 15:00 |
| Sampdoria     | 3 - 1 Archivado el 30 de enero de 2018 en Wayback Machine.     | Fiorentina | Luigi Ferraris              | 21 de enero | 15:00 |
| Sassuolo      | 1 - 1 Archivado el 30 de enero de 2018 en Wayback Machine.     | Torino     | MAPEI - Città del Tricolore | 21 de enero | 15:00 |
| Udinese       | 1 - 1 Archivado el 25 de enero de 2018 en Wayback Machine.     | S.P.A.L.   | Friuli-Dacia Arena          | 21 de enero | 15:00 |
| Cagliari      | 1 - 2 Archivado el 25 de enero de 2018 en Wayback Machine.     | Milan      | Sardegna Arena              | 21 de enero | 18:00 |
| Inter         | 1 - 1 Archivado el 25 de enero de 2018 en Wayback Machine.     | Roma       | Giuseppe Meazza             | 21 de enero | 20:45 |
| Juventus      | 1 - 0 Archivado el 30 de enero de 2018 en Wayback Machine.     | Genoa      | Allianz                     | 22 de enero | 20:45 |

| Sassuolo   | 0 - 3 Archivado el 1 de febrero de 2018 en Wayback Machine. | Atalanta      | MAPEI - Città del Tricolore | 27 de enero | 18:00 |
| Chievo     | 0 - 2 Archivado el 1 de febrero de 2018 en Wayback Machine. | Juventus      | Marc'Antonio Bentegodi      | 27 de enero | 20:45 |
| S.P.A.L.   | 1 - 1 Archivado el 1 de febrero de 2018 en Wayback Machine. | Inter         | Paolo Mazza                 | 28 de enero | 12:30 |
| Crotone    | 1 - 1 Archivado el 31 de enero de 2018 en Wayback Machine.  | Cagliari      | Ezio Scida                  | 28 de enero | 15:00 |
| Fiorentina | 1 - 4 Archivado el 1 de febrero de 2018 en Wayback Machine. | Hellas Verona | Artemio Franchi             | 28 de enero | 15:00 |
| Genoa      | 0 - 1 Archivado el 1 de febrero de 2018 en Wayback Machine. | Udinese       | Luigi Ferraris              | 28 de enero | 15:00 |
| Napoli     | 3 - 1 Archivado el 1 de febrero de 2018 en Wayback Machine. | Bologna       | San Paolo                   | 28 de enero | 15:00 |
| Torino     | 3 - 0 Archivado el 1 de febrero de 2018 en Wayback Machine. | Benevento     | Olímpico Grande Torino      | 28 de enero | 15:00 |
| Milan      | 2 - 1 Archivado el 31 de enero de 2018 en Wayback Machine.  | Lazio         | Giuseppe Meazza             | 28 de enero | 15:00 |
| Roma       | 0 - 1 Archivado el 1 de febrero de 2018 en Wayback Machine. | Sampdoria     | Olímpico                    | 28 de enero | 20:45 |

| Sampdoria     | 1 - 1 Archivado el 6 de febrero de 2018 en Wayback Machine. | Torino     | Luigi Ferraris          | 3 de febrero | 18:00 |
| Inter         | 1 - 1 Archivado el 6 de febrero de 2018 en Wayback Machine. | Crotone    | Giuseppe Meazza         | 3 de febrero | 20:45 |
| Hellas Verona | 0 - 1 Archivado el 10 de enero de 2018 en Wayback Machine.  | Roma       | Marc'Antonio Bentegodi  | 4 de febrero | 12:30 |
| Atalanta      | 1 - 0 Archivado el 6 de febrero de 2018 en Wayback Machine. | Chievo     | Atleti Azzurri d'Italia | 4 de febrero | 15:00 |
| Bologna       | 1 - 2 Archivado el 6 de febrero de 2018 en Wayback Machine. | Fiorentina | Renato Dall'Ara         | 4 de febrero | 15:00 |
| Cagliari      | 2 - 0 Archivado el 6 de febrero de 2018 en Wayback Machine. | S.P.A.L.   | Sardegna Arena          | 4 de febrero | 15:00 |
| Juventus      | 7 - 0 Archivado el 6 de febrero de 2018 en Wayback Machine. | Sassuolo   | Allianz                 | 4 de febrero | 15:00 |
| Udinese       | 1 - 1 Archivado el 6 de febrero de 2018 en Wayback Machine. | Milan      | Friuli-Dacia Arena      | 4 de febrero | 15:00 |
| Benevento     | 0 - 2 Archivado el 10 de enero de 2018 en Wayback Machine.  | Napoli     | Ciro Vigorito           | 4 de febrero | 20:45 |
| Lazio         | 1 - 2 Archivado el 8 de febrero de 2018 en Wayback Machine. | Genoa      | Olímpico                | 5 de febrero | 20:45 |

| Fiorentina | 0 - 2 Archivado el 12 de febrero de 2018 en Wayback Machine. | Juventus      | Artemio Franchi             | 9 de febrero  | 20:45 |
| S.P.A.L.   | 0 - 4 Archivado el 14 de febrero de 2018 en Wayback Machine. | Milan         | Paolo Mazza                 | 10 de febrero | 15:00 |
| Crotone    | 1 - 1 Archivado el 10 de enero de 2018 en Wayback Machine.   | Atalanta      | Ezio Scida                  | 10 de febrero | 18:00 |
| Napoli     | 4 - 1 Archivado el 13 de febrero de 2018 en Wayback Machine. | Lazio         | San Paolo                   | 10 de febrero | 20:45 |
| Sassuolo   | 0 - 0 Archivado el 17 de febrero de 2018 en Wayback Machine. | Cagliari      | MAPEI - Città del Tricolore | 11 de febrero | 12:30 |
| Chievo     | 0 - 1 Archivado el 17 de febrero de 2018 en Wayback Machine. | Genoa         | Marc'Antonio Bentegodi      | 11 de febrero | 15:00 |
| Inter      | 2 - 1 Archivado el 14 de febrero de 2018 en Wayback Machine. | Bologna       | Giuseppe Meazza             | 11 de febrero | 15:00 |
| Sampdoria  | 2 - 0 Archivado el 17 de febrero de 2018 en Wayback Machine. | Hellas Verona | Luigi Ferraris              | 11 de febrero | 15:00 |
| Torino     | 2 - 0 Archivado el 17 de febrero de 2018 en Wayback Machine. | Udinese       | Olímpico Grande Torino      | 11 de febrero | 15:00 |
| Roma       | 5 - 2 Archivado el 10 de enero de 2018 en Wayback Machine.   | Benevento     | Olímpico                    | 11 de febrero | 20:45 |

| Udinese   | 0 - 2 Archivado el 21 de febrero de 2018 en Wayback Machine.                                            | Roma          | Friuli-Dacia Arena      | 17 de febrero | 15:00 |
| Chievo    | 2 - 1 (enlace roto disponible en Internet Archive; véase el historial, la primera versión y la última). | Cagliari      | Marc'Antonio Bentegodi  | 17 de febrero | 18:00 |
| Genoa     | 2 - 0 Archivado el 21 de febrero de 2018 en Wayback Machine.                                            | Inter         | Luigi Ferraris          | 17 de febrero | 20:45 |
| Torino    | 0 - 1 Archivado el 21 de febrero de 2018 en Wayback Machine.                                            | Juventus      | Olímpico Grande Torino  | 18 de febrero | 12:30 |
| Benevento | 3 - 2 Archivado el 10 de enero de 2018 en Wayback Machine.                                              | Crotone       | Ciro Vigorito           | 18 de febrero | 15:00 |
| Bologna   | 2 - 1 Archivado el 21 de febrero de 2018 en Wayback Machine.                                            | Sassuolo      | Renato Dall'Ara         | 18 de febrero | 15:00 |
| Napoli    | 1 - 0 Archivado el 21 de febrero de 2018 en Wayback Machine.                                            | S.P.A.L.      | San Paolo               | 18 de febrero | 15:00 |
| Atalanta  | 1 - 1 Archivado el 21 de febrero de 2018 en Wayback Machine.                                            | Fiorentina    | Atleti Azzurri d'Italia | 18 de febrero | 18:00 |
| Milan     | 1 - 0 Archivado el 21 de febrero de 2018 en Wayback Machine.                                            | Sampdoria     | Giuseppe Meazza         | 18 de febrero | 20:45 |
| Lazio     | 2 - 0 Archivado el 10 de enero de 2018 en Wayback Machine.                                              | Hellas Verona | Olímpico                | 19 de febrero | 20:45 |

| Bologna       | 2 - 0 Archivado el 27 de febrero de 2018 en Wayback Machine. | Genoa     | Renato Dall'Ara             | 24 de febrero | 18:00 |
| Inter         | 2 - 0 Archivado el 27 de febrero de 2018 en Wayback Machine. | Benevento | Giuseppe Meazza             | 24 de febrero | 20:45 |
| Crotone       | 2 - 3 Archivado el 27 de febrero de 2018 en Wayback Machine. | S.P.A.L.  | Ezio Scida                  | 25 de febrero | 12:30 |
| Fiorentina    | 1 - 0 Archivado el 27 de febrero de 2018 en Wayback Machine. | Chievo    | Artemio Franchi             | 25 de febrero | 15:00 |
| Hellas Verona | 2 - 1 Archivado el 27 de febrero de 2018 en Wayback Machine. | Torino    | Marc'Antonio Bentegodi      | 25 de febrero | 15:00 |
| Sampdoria     | 2 - 1 Archivado el 27 de febrero de 2018 en Wayback Machine. | Udinese   | Luigi Ferraris              | 25 de febrero | 15:00 |
| Sassuolo      | 0 - 3 Archivado el 27 de febrero de 2018 en Wayback Machine. | Lazio     | MAPEI - Città del Tricolore | 25 de febrero | 15:00 |
| Roma          | 0 - 2 Archivado el 27 de febrero de 2018 en Wayback Machine. | Milan     | Olímpico                    | 25 de febrero | 20:45 |
| Cagliari      | 0 - 5 Archivado el 10 de enero de 2018 en Wayback Machine.   | Napoli    | Sardegna Arena              | 26 de febrero | 20:45 |
| Juventus      | 2 - 0 Archivado el 8 de marzo de 2018 en Wayback Machine.    | Atalanta  | Allianz                     | 14 de marzo   | 18:00 |

| S.P.A.L.  | 1 - 0 Archivado el 16 de marzo de 2018 en Wayback Machine. | Bologna       | Paolo Mazza             | 3 de marzo | 15:00 |
| Lazio     | 0 - 1 Archivado el 6 de marzo de 2018 en Wayback Machine.  | Juventus      | Olímpico                | 3 de marzo | 18:00 |
| Napoli    | 2 - 4 Archivado el 6 de marzo de 2018 en Wayback Machine.  | Roma          | San Paolo               | 3 de marzo | 20:45 |
| Atalanta  | 1 - 2 Archivado el 14 de abril de 2018 en Wayback Machine. | Sampdoria     | Atleti Azzurri d'Italia | 3 de abril | 18:30 |
| Genoa     | 2 - 1 Archivado el 7 de marzo de 2018 en Wayback Machine.  | Cagliari      | Luigi Ferraris          | 3 de abril | 18:30 |
| Udinese   | 0 - 2 Archivado el 14 de abril de 2018 en Wayback Machine. | Fiorentina    | Friuli-Dacia Arena      | 3 de abril | 18:30 |
| Benevento | 3 - 0 Archivado el 10 de enero de 2018 en Wayback Machine. | Hellas Verona | Ciro Vigorito           | 4 de abril | 17:00 |
| Chievo    | 1 - 1 Archivado el 14 de abril de 2018 en Wayback Machine. | Sassuolo      | Marc'Antonio Bentegodi  | 4 de abril | 18:30 |
| Milan     | 0 - 0 Archivado el 23 de marzo de 2018 en Wayback Machine. | Inter         | Giuseppe Meazza         | 4 de abril | 18:30 |
| Torino    | 4 - 1 Archivado el 14 de abril de 2018 en Wayback Machine. | Crotone       | Olímpico Grande Torino  | 4 de abril | 18:30 |

| Roma          | 3 - 0 Archivado el 15 de marzo de 2018 en Wayback Machine. | Torino    | Olímpico                    | 9 de marzo  | 20:45 |
| Hellas Verona | 1 - 0 Archivado el 13 de marzo de 2018 en Wayback Machine. | Chievo    | Marc'Antonio Bentegodi      | 10 de marzo | 20:45 |
| Fiorentina    | 1 - 0 Archivado el 7 de abril de 2018 en Wayback Machine.  | Benevento | Artemio Franchi             | 11 de marzo | 12:30 |
| Bologna       | 0 - 1 Archivado el 10 de enero de 2018 en Wayback Machine. | Atalanta  | Renato Dall'Ara             | 11 de marzo | 15:00 |
| Cagliari      | 2 - 2 Archivado el 10 de enero de 2018 en Wayback Machine. | Lazio     | Sardegna Arena              | 11 de marzo | 15:00 |
| Crotone       | 4 - 1 Archivado el 14 de marzo de 2018 en Wayback Machine. | Sampdoria | Ezio Scida                  | 11 de marzo | 15:00 |
| Juventus      | 2 - 0 Archivado el 7 de abril de 2018 en Wayback Machine.  | Udinese   | Allianz                     | 11 de marzo | 15:00 |
| Sassuolo      | 1 - 1 Archivado el 7 de abril de 2018 en Wayback Machine.  | S.P.A.L.  | MAPEI - Città del Tricolore | 11 de marzo | 15:00 |
| Genoa         | 0 - 1 Archivado el 15 de marzo de 2018 en Wayback Machine. | Milan     | Luigi Ferraris              | 11 de marzo | 18:00 |
| Inter         | 0 - 0 Archivado el 15 de marzo de 2018 en Wayback Machine. | Napoli    | Giuseppe Meazza             | 11 de marzo | 20:45 |

| Udinese       | 1 - 2 Archivado el 30 de julio de 2017 en Wayback Machine.                                              | Sassuolo   | Friuli-Dacia Arena     | 17 de marzo | 18:00 |
| S.P.A.L.      | 0 - 0 Archivado el 22 de marzo de 2018 en Wayback Machine.                                              | Juventus   | Paolo Mazza            | 17 de marzo | 20:45 |
| Sampdoria     | 0 - 5 Archivado el 21 de marzo de 2018 en Wayback Machine.                                              | Inter      | Luigi Ferraris         | 18 de marzo | 12:30 |
| Benevento     | 1 - 2 (enlace roto disponible en Internet Archive; véase el historial, la primera versión y la última). | Cagliari   | Ciro Vigorito          | 18 de marzo | 15:00 |
| Crotone       | 0 - 2 (enlace roto disponible en Internet Archive; véase el historial, la primera versión y la última). | Roma       | Ezio Scida             | 18 de marzo | 15:00 |
| Hellas Verona | 0 - 5 Archivado el 10 de enero de 2018 en Wayback Machine.                                              | Atalanta   | Marc'Antonio Bentegodi | 18 de marzo | 15:00 |
| Milan         | 3 - 2 Archivado el 21 de marzo de 2018 en Wayback Machine.                                              | Chievo     | Giuseppe Meazza        | 18 de marzo | 15:00 |
| Torino        | 1 - 2 Archivado el 4 de junio de 2018 en Wayback Machine.                                               | Fiorentina | Olímpico Grande Torino | 18 de marzo | 15:00 |
| Lazio         | 1 - 1 (enlace roto disponible en Internet Archive; véase el historial, la primera versión y la última). | Bologna    | Olímpico               | 18 de marzo | 20:45 |
| Napoli        | 1 - 0 Archivado el 10 de enero de 2018 en Wayback Machine.                                              | Genoa      | San Paolo              | 18 de marzo | 20:45 |

| Bologna    | 1 - 1 Archivado el 1 de marzo de 2018 en Wayback Machine.       | Roma          | Renato Dall'Ara             | 31 de marzo | 12:30 |
| Atalanta   | 2 - 0 Archivado el 30 de julio de 2017 en Wayback Machine.      | Udinese       | Atleti Azzurri d'Italia     | 31 de marzo | 15:00 |
| Fiorentina | 2 - 0 Archivado el 28 de septiembre de 2017 en Wayback Machine. | Crotone       | Artemio Franchi             | 31 de marzo | 15:00 |
| Genoa      | 1 - 1 Archivado el 30 de julio de 2017 en Wayback Machine.      | S.P.A.L.      | Luigi Ferraris              | 31 de marzo | 15:00 |
| Inter      | 3 - 0 Archivado el 27 de agosto de 2017 en Wayback Machine.     | Hellas Verona | Giuseppe Meazza             | 31 de marzo | 15:00 |
| Lazio      | 6 - 2 Archivado el 1 de marzo de 2018 en Wayback Machine.       | Benevento     | Olímpico                    | 31 de marzo | 15:00 |
| Cagliari   | 0 - 4 Archivado el 4 de junio de 2018 en Wayback Machine.       | Torino        | Sardegna Arena              | 31 de marzo | 15:00 |
| Sassuolo   | 1 - 1 Archivado el 30 de julio de 2017 en Wayback Machine.      | Napoli        | MAPEI - Città del Tricolore | 31 de marzo | 18:00 |
| Chievo     | 2 - 1 Archivado el 22 de septiembre de 2017 en Wayback Machine. | Sampdoria     | Marc'Antonio Bentegodi      | 31 de marzo | 18:00 |
| Juventus   | 3 - 1 Archivado el 3 de abril de 2018 en Wayback Machine.       | Milan         | Allianz                     | 31 de marzo | 20:45 |

| Benevento     | 2 - 4 Archivado el 9 de septiembre de 2017 en Wayback Machine.                                          | Juventus   | Ciro Vigorito          | 7 de abril | 15:00 |
| Roma          | 0 - 2 Archivado el 10 de abril de 2018 en Wayback Machine.                                              | Fiorentina | Olímpico               | 7 de abril | 18:00 |
| S.P.A.L.      | 1 - 1 Archivado el 30 de julio de 2017 en Wayback Machine.                                              | Atalanta   | Paolo Mazza            | 7 de abril | 18:00 |
| Sampdoria     | 0 - 0 (enlace roto disponible en Internet Archive; véase el historial, la primera versión y la última). | Genoa      | Luigi Ferraris         | 7 de abril | 20:45 |
| Torino        | 1 - 0 Archivado el 11 de abril de 2018 en Wayback Machine.                                              | Inter      | Olímpico Grande Torino | 8 de abril | 12:30 |
| Crotone       | 1 - 0 (enlace roto disponible en Internet Archive; véase el historial, la primera versión y la última). | Bologna    | Ezio Scida             | 8 de abril | 15:00 |
| Hellas Verona | 1 - 0 (enlace roto disponible en Internet Archive; véase el historial, la primera versión y la última). | Cagliari   | Marc'Antonio Bentegodi | 8 de abril | 15:00 |
| Napoli        | 2 - 1 Archivado el 22 de septiembre de 2017 en Wayback Machine.                                         | Chievo     | San Paolo              | 8 de abril | 15:00 |
| Udinese       | 1 - 2 Archivado el 30 de julio de 2017 en Wayback Machine.                                              | Lazio      | Friuli-Dacia Arena     | 8 de abril | 18:00 |
| Milan         | 1 - 1 Archivado el 13 de abril de 2018 en Wayback Machine.                                              | Sassuolo   | Giuseppe Meazza        | 8 de abril | 20:45 |

| Cagliari   | 2 - 1 Archivado el 16 de abril de 2018 en Wayback Machine. | Udinese       | Sardegna Arena              | 14 de abril | 15:00 |
| Chievo     | 0 - 0 Archivado el 16 de abril de 2018 en Wayback Machine. | Torino        | Marc'Antonio Bentegodi      | 14 de abril | 18:00 |
| Genoa      | 1 - 0 Archivado el 1 de marzo de 2018 en Wayback Machine.  | Crotone       | Luigi Ferraris              | 14 de abril | 18:00 |
| Atalanta   | 0 - 0 Archivado el 16 de abril de 2018 en Wayback Machine. | Inter         | Atleti Azzurri d'Italia     | 14 de abril | 20:45 |
| Fiorentina | 0 - 0 Archivado el 19 de abril de 2018 en Wayback Machine. | S.P.A.L.      | Artemio Franchi             | 15 de abril | 12:30 |
| Bologna    | 2 - 0 Archivado el 19 de abril de 2018 en Wayback Machine. | Hellas Verona | Renato Dall'Ara             | 15 de abril | 15:00 |
| Milan      | 0 - 0 Archivado el 19 de abril de 2018 en Wayback Machine. | Napoli        | Giuseppe Meazza             | 15 de abril | 15:00 |
| Sassuolo   | 2 - 2 Archivado el 19 de abril de 2018 en Wayback Machine. | Benevento     | MAPEI - Città del Tricolore | 15 de abril | 15:00 |
| Juventus   | 3 - 0 Archivado el 19 de abril de 2018 en Wayback Machine. | Sampdoria     | Allianz                     | 15 de abril | 18:00 |
| Lazio      | 0 - 0 Archivado el 1 de marzo de 2018 en Wayback Machine.  | Roma          | Olímpico                    | 15 de abril | 20:45 |

| Inter         | 4 - 0 Archivado el 20 de abril de 2018 en Wayback Machine. | Cagliari | Giuseppe Meazza        | 17 de abril | 20:45 |
| Benevento     | 0 - 3 Archivado el 1 de marzo de 2018 en Wayback Machine.  | Atalanta | Ciro Vigorito          | 18 de abril | 18:00 |
| Crotone       | 1 - 1 Archivado el 21 de abril de 2018 en Wayback Machine. | Juventus | Ezio Scida             | 18 de abril | 20:45 |
| Fiorentina    | 3 - 4 Archivado el 22 de abril de 2018 en Wayback Machine. | Lazio    | Artemio Franchi        | 18 de abril | 20:45 |
| Hellas Verona | 0 - 1 Archivado el 22 de abril de 2018 en Wayback Machine. | Sassuolo | Marc'Antonio Bentegodi | 18 de abril | 20:45 |
| Napoli        | 4 - 2 Archivado el 22 de abril de 2018 en Wayback Machine. | Udinese  | San Paolo              | 18 de abril | 20:45 |
| Roma          | 2 - 1 Archivado el 1 de marzo de 2018 en Wayback Machine.  | Genoa    | Olímpico               | 18 de abril | 20:45 |
| Sampdoria     | 1 - 0 Archivado el 1 de marzo de 2018 en Wayback Machine.  | Bologna  | Luigi Ferraris         | 18 de abril | 20:45 |
| S.P.A.L.      | 0 - 0 Archivado el 22 de abril de 2018 en Wayback Machine. | Chievo   | Paolo Mazza            | 18 de abril | 20:45 |
| Torino        | 1 - 1 Archivado el 22 de abril de 2018 en Wayback Machine. | Milan    | Olímpico Grande Torino | 18 de abril | 20:45 |

| S.P.A.L. | 0 - 3 Archivado el 28 de abril de 2018 en Wayback Machine. | Roma          | Paolo Mazza                 | 21 de abril | 15:00 |
| Sassuolo | 1 - 0 Archivado el 28 de abril de 2018 en Wayback Machine. | Fiorentina    | MAPEI - Città del Tricolore | 21 de abril | 18:00 |
| Milan    | 0 - 1 Archivado el 26 de abril de 2018 en Wayback Machine. | Benevento     | Giuseppe Meazza             | 21 de abril | 20:45 |
| Cagliari | 0 - 0 Archivado el 13 de abril de 2018 en Wayback Machine. | Bologna       | Sardegna Arena              | 22 de abril | 12:30 |
| Atalanta | 2 - 1 Archivado el 28 de abril de 2018 en Wayback Machine. | Torino        | Atleti Azzurri d'Italia     | 22 de abril | 15:00 |
| Chievo   | 1 - 2 Archivado el 26 de abril de 2018 en Wayback Machine. | Inter         | Marc'Antonio Bentegodi      | 22 de abril | 15:00 |
| Lazio    | 4 - 0 Archivado el 25 de abril de 2018 en Wayback Machine. | Sampdoria     | Olímpico                    | 22 de abril | 15:00 |
| Udinese  | 1 - 2 Archivado el 25 de abril de 2018 en Wayback Machine. | Crotone       | Friuli-Dacia Arena          | 22 de abril | 15:00 |
| Juventus | 0 - 1 Archivado el 26 de abril de 2018 en Wayback Machine. | Napoli        | Allianz                     | 22 de abril | 20:45 |
| Genoa    | 3 - 1 Archivado el 26 de abril de 2018 en Wayback Machine. | Hellas Verona | Luigi Ferraris              | 23 de abril | 20:45 |

| Roma          | 4 - 1 Archivado el 30 de abril de 2018 en Wayback Machine. | Chievo   | Olímpico                | 28 de abril | 18:00 |
| Inter         | 2 - 3 Archivado el 1 de mayo de 2018 en Wayback Machine.   | Juventus | Giuseppe Meazza         | 28 de abril | 20:45 |
| Crotone       | 4 - 1 Archivado el 30 de abril de 2018 en Wayback Machine. | Sassuolo | Ezio Scida              | 29 de abril | 12:30 |
| Atalanta      | 3 - 1 Archivado el 30 de abril de 2018 en Wayback Machine. | Genoa    | Atleti Azzurri d'Italia | 29 de abril | 15:00 |
| Benevento     | 3 - 3 Archivado el 30 de abril de 2018 en Wayback Machine. | Udinese  | Ciro Vigorito           | 29 de abril | 15:00 |
| Bologna       | 1 - 2 Archivado el 30 de abril de 2018 en Wayback Machine. | Milan    | Renato Dall'Ara         | 29 de abril | 15:00 |
| Hellas Verona | 1 - 3 Archivado el 30 de abril de 2018 en Wayback Machine. | S.P.A.L. | Marc'Antonio Bentegodi  | 29 de abril | 15:00 |
| Sampdoria     | 4 - 1 Archivado el 1 de mayo de 2018 en Wayback Machine.   | Cagliari | Luigi Ferraris          | 29 de abril | 15:00 |
| Fiorentina    | 3 - 0 Archivado el 2 de mayo de 2018 en Wayback Machine.   | Napoli   | Artemio Franchi         | 29 de abril | 18:00 |
| Torino        | 0 - 1 Archivado el 2 de mayo de 2018 en Wayback Machine.   | Lazio    | Olímpico Grande Torino  | 29 de abril | 20:45 |

| Milan    | 4 - 1 Archivado el 8 de mayo de 2018 en Wayback Machine.   | Hellas Verona | Giuseppe Meazza             | 5 de mayo | 18:00 |
| Juventus | 3 - 1 Archivado el 8 de mayo de 2018 en Wayback Machine.   | Bologna       | Allianz                     | 5 de mayo | 20:45 |
| Udinese  | 0 - 4 Archivado el 10 de mayo de 2018 en Wayback Machine.  | Inter         | Friuli-Dacia Arena          | 6 de mayo | 12:30 |
| Chievo   | 2 - 1 Archivado el 10 de mayo de 2018 en Wayback Machine.  | Crotone       | Marc'Antonio Bentegodi      | 6 de mayo | 15:00 |
| Genoa    | 2 - 3 Archivado el 10 de mayo de 2018 en Wayback Machine.  | Fiorentina    | Luigi Ferraris              | 6 de mayo | 15:00 |
| Lazio    | 1 - 1 Archivado el 13 de abril de 2018 en Wayback Machine. | Atalanta      | Olímpico                    | 6 de mayo | 15:00 |
| Napoli   | 2 - 2 Archivado el 10 de mayo de 2018 en Wayback Machine.  | Torino        | San Paolo                   | 6 de mayo | 15:00 |
| S.P.A.L. | 2 - 0 Archivado el 10 de mayo de 2018 en Wayback Machine.  | Benevento     | Paolo Mazza                 | 6 de mayo | 15:00 |
| Sassuolo | 1 - 0 Archivado el 9 de mayo de 2018 en Wayback Machine.   | Sampdoria     | MAPEI - Città del Tricolore | 6 de mayo | 18:00 |
| Cagliari | 0 - 1 Archivado el 10 de mayo de 2018 en Wayback Machine.  | Roma          | Sardegna Arena              | 6 de mayo | 20:45 |

| Benevento     | 1 - 0 Archivado el 1 de mayo de 2018 en Wayback Machine.                                                | Genoa        | Ciro Vigorito           | 12 de mayo | 18:00 |
| Inter         | 1 - 2 Archivado el 15 de mayo de 2018 en Wayback Machine.                                               | Sassuolo     | Giuseppe Meazza         | 12 de mayo | 20:45 |
| Bologna       | 1 - 2 Archivado el 22 de septiembre de 2017 en Wayback Machine.                                         | Chievo       | Renato Dall'Ara         | 13 de mayo | 15:00 |
| Crotone       | 2 - 2 Archivado el 18 de abril de 2018 en Wayback Machine.                                              | Lazio        | Ezio Scida              | 13 de mayo | 15:00 |
| Fiorentina    | 0 - 1 Archivado el 28 de septiembre de 2017 en Wayback Machine.                                         | Cagliari     | Artemio Franchi         | 13 de mayo | 15:00 |
| Hellas Verona | 0 - 1 Archivado el 30 de julio de 2017 en Wayback Machine.                                              | Udinese      | Marc'Antonio Bentegodi  | 13 de mayo | 15:00 |
| Torino        | 2 - 1 Archivado el 4 de junio de 2018 en Wayback Machine.                                               | S.P.A.L.     | Olímpico Grande Torino  | 13 de mayo | 15:00 |
| Atalanta      | 1 - 1 Archivado el 16 de mayo de 2018 en Wayback Machine.                                               | Milan        | Atleti Azzurri d'Italia | 13 de mayo | 18:00 |
| Roma          | 0 - 0 Archivado el 18 de mayo de 2018 en Wayback Machine.                                               | Juventus (C) | Olímpico                | 13 de mayo | 20:45 |
| Sampdoria     | 0 - 2 (enlace roto disponible en Internet Archive; véase el historial, la primera versión y la última). | Napoli       | Luigi Ferraris          | 13 de mayo | 20:45 |

| Juventus | 2 - 1 Archivado el 22 de mayo de 2018 en Wayback Machine.  | Hellas Verona | Allianz                     | 19 de mayo | 15:00 |
| Genoa    | 1 - 2 Archivado el 22 de mayo de 2018 en Wayback Machine.  | Torino        | Luigi Ferraris              | 20 de mayo | 15:00 |
| Cagliari | 1 - 0 Archivado el 22 de mayo de 2018 en Wayback Machine.  | Atalanta      | Sardegna Arena              | 20 de mayo | 18:00 |
| Chievo   | 1 - 0 Archivado el 22 de mayo de 2018 en Wayback Machine.  | Benevento     | Marc'Antonio Bentegodi      | 20 de mayo | 18:00 |
| Milan    | 5 - 1 Archivado el 25 de abril de 2023 en Wayback Machine. | Fiorentina    | Giuseppe Meazza             | 20 de mayo | 18:00 |
| Napoli   | 2 - 1 Archivado el 12 de mayo de 2018 en Wayback Machine.  | Crotone       | San Paolo                   | 20 de mayo | 18:00 |
| S.P.A.L. | 3 - 1 Archivado el 22 de mayo de 2018 en Wayback Machine.  | Sampdoria     | Paolo Mazza                 | 20 de mayo | 18:00 |
| Udinese  | 1 - 0 Archivado el 22 de mayo de 2018 en Wayback Machine.  | Bologna       | Friuli-Dacia Arena          | 20 de mayo | 18:00 |
| Lazio    | 2 - 3 Archivado el 22 de mayo de 2018 en Wayback Machine.  | Inter         | Olímpico                    | 20 de mayo | 20:45 |
| Sassuolo | 0 - 1 Archivado el 22 de mayo de 2018 en Wayback Machine.  | Roma          | MAPEI - Città del Tricolore | 20 de mayo | 20:45 |

## Estadísticas
| Jugador                                  | Equipo         | Goles | Partidos | Promedio |
| ---------------------------------------- | -------------- | ----- | -------- | -------- |
| Ciro Immobile                            | Lazio          | 29    | 33       | 0.91     |
| Mauro Icardi                             | Internazionale | 29    | 34       | 0.85     |
| Paulo Dybala                             | Juventus       | 22    | 32       | 0.69     |
| Fabio Quagliarella                       | Sampdoria      | 19    | 34       | 0.56     |
| Dries Mertens                            | Napoli         | 18    | 37       | 0.49     |
| Gonzalo Higuaín                          | Juventus       | 16    | 34       | 0.47     |
| Edin Džeko                               | Roma           | 16    | 35       | 0.46     |
| Giovanni Simeone                         | Fiorentina     | 13    | 37       | 0.35     |
| Kevin Lasagna                            | Udinese        | 12    | 28       | 0.43     |
| Sergej Milinković-Savić                  | Lazio          | 12    | 34       | 0.35     |
| Josip Iličić                             | Atalanta       | 11    | 30       | 0.37     |
| Duván Zapata                             | Sampdoria      | 11    | 31       | 0.35     |
| Leonardo Pavoletti                       | Cagliari       | 11    | 32       | 0.34     |
| Roberto Inglese                          | Chievo Verona  | 11    | 33       | 0.33     |
| Luis Alberto Romero                      | Lazio          | 11    | 34       | 0.32     |
| Iago Falque                              | Torino         | 11    | 36       | 0.31     |
| Ivan Perišić                             | Internazionale | 11    | 36       | 0.31     |
| Última actualización: 13 de mayo de 2018 |                |       |          |          |
| Fuente: Lega Serie A                     |                |       |          |          |

| Jugador              | Equipo         | Autogoles |
| -------------------- | -------------- | --------- |
| Samir                | Udinese        | 2         |
| Boštjan Cesar        | Chievo Verona  | 2         |
| Francesco Vicari     | SPAL           | 2         |
| Ervin Zukanović      | Genoa          | 2         |
| Francesco Acerbi     | Sassuolo       | 1         |
| Ali Adnan            | Udinese        | 1         |
| Andrea Barzagli      | Juventus       | 1         |
| Luca Ceppitelli      | Cagliari       | 1         |
| Michele Cremonesi    | SPAL           | 1         |
| Sebastian De Maio    | Bologna        | 1         |
| Gianluigi Donnarumma | Milan          | 1         |
| Wallace              | Lazio          | 1         |
| Mohamed Fares        | Hellas Verona  | 1         |
| Emil Hallfreðsson    | Udinese        | 1         |
| Samir Handanovič     | Internazionale | 1         |
| Përparim Hetemaj     | Chievo Verona  | 1         |
| Danilo               | Udinese        | 1         |
| Fabio Lucioni        | Benevento      | 1         |
| Senad Lulić          | Lazio          | 1         |
| Ibrahima M'baye      | Bologna        | 1         |
| Antonio Mirante      | Bologna        | 1         |
| Miralem Pjanić       | Juventus       | 1         |
| Andrea Ranocchia     | Internazionale | 1         |
| Bartosz Salamon      | SPAL           | 1         |
| Matías Silvestre     | Sampdoria      | 1         |
| Milan Škriniar       | Internazionale | 1         |
| Samuel Souprayen     | Hellas Verona  | 1         |
| Nenad Tomović        | Chievo Verona  | 1         |
| Lorenzo Venuti       | Benevento      | 1         |
| Emiliano Viviano     | Sampdoria      | 1         |

| Jugador                                  | Equipo         | Asistencias | Partidos |
| ---------------------------------------- | -------------- | ----------- | -------- |
| Luis Alberto Romero                      | Lazio          | 14          | 34       |
| Douglas Costa                            | Juventus       | 12          | 30       |
| Adem Ljajić                              | Torino         | 10          | 27       |
| Alejandro Gómez                          | Atalanta       | 10          | 32       |
| Simone Verdi                             | Bologna        | 10          | 33       |
| José Callejón                            | Napoli         | 10          | 37       |
| Radja Nainggolan                         | Roma           | 9           | 31       |
| Ciro Immobile                            | Lazio          | 9           | 32       |
| Lorenzo Insigne                          | Napoli         | 9           | 36       |
| Ivan Perišić                             | Internazionale | 9           | 36       |
| Marcelo Brozović                         | Internazionale | 8           | 30       |
| Josip Iličić                             | Atalanta       | 8           | 30       |
| Miralem Pjanić                           | Juventus       | 8           | 30       |
| Aleksandar Kolarov                       | Roma           | 8           | 34       |
| Antonio Candreva                         | Internazionale | 8           | 35       |
| Iago Falque                              | Torino         | 8           | 36       |
| Gastón Ramírez                           | Sampdoria      | 8           | 36       |
| Última actualización: 13 de mayo de 2018 |                |             |          |
| Fuente: Lega Serie A                     |                |             |          |

## Récords de goles
- Primer gol de la temporada: Anotado por Mario Mandžukić, para la Juventus ante el Cagliari (19 de agosto de 2017).
- Último gol de la temporada: Anotado por Matías Vecino, para el Inter de Milán ante la Lazio (20 de mayo de 2018)
- Goles más rápidos: Anotados a los 17 segundos[43][44] por Miralem Pjanić (Autogol) en el Genoa 2 - 4 Archivado el 30 de agosto de 2017 en Wayback Machine. Juventus (26 de agosto de 2017) y Duván Zapata en el Torino 2 - 2 Archivado el 18 de septiembre de 2017 en Wayback Machine. Sampdoria (17 de septiembre de 2017).
- Goles más cercano al final del encuentro: Anotados a los 90+4 minutos por Luca Rizzo en el S.P.A.L. 3 - 2 Archivado el 30 de agosto de 2017 en Wayback Machine. Udinese (27 de agosto de 2017)  y Remo Freuler en el Fiorentina 1 - 1 Archivado el 5 de septiembre de 2017 en Wayback Machine. Atalanta (24 de septiembre de 2017).

#### Tripletas o pókers
Aquí se encuentra la lista de tripletas o hat-tricks y póker de goles (en general, tres o más goles anotados por un jugador en un mismo encuentro) convertidos en la temporada.
| Fecha      | Jugador            | Goles           | Local          | Resultado                                                                                               | Visitante      | Jornada    |
| ---------- | ------------------ | --------------- | -------------- | --- | -------------- | ---------- |
| 26/8/2017  | Paulo Dybala       | 14' 45+4' 90+2' | Genoa          | 2 - 4 Archivado el 30 de agosto de 2017 en Wayback Machine.                                             | Juventus       | Jornada 2  |
| 10/9/2017  | Ciro Immobile      | 38' 42' 48'     | Lazio          | 4 - 1 Archivado el 14 de octubre de 2017 en Wayback Machine.                                            | Milan          | Jornada 3  |
| 17/9/2017  | Paulo Dybala       | 16' 49' 63'     | Sassuolo       | 1 - 3 Archivado el 18 de septiembre de 2017 en Wayback Machine.                                         | Juventus       | Jornada 4  |
| 17/9/2017  | Dries Mertens      | 27' 65' 90'     | Napoli         | 6 - 0 Archivado el 28 de agosto de 2017 en Wayback Machine.                                             | Benevento      | Jornada 4  |
| 15/10/2017 | Mauro Icardi       | 28' 63' 90'     | Internazionale | 3 - 2 Archivado el 8 de noviembre de 2017 en Wayback Machine.                                           | Milan          | Jornada 8  |
| 22/10/2017 | Sami Khedira       | 20' 59' 87'     | Udinese        | 2 - 6 Archivado el 30 de julio de 2017 en Wayback Machine.                                              | Juventus       | Jornada 9  |
| 03/12/2017 | Ivan Perišić       | 23' 57' 90+2'   | Internazionale | 5 - 0 Archivado el 5 de diciembre de 2017 en Wayback Machine.                                           | Chievo         | Jornada 15 |
| 06/01/2018 | Ciro Immobile      | 19' 26' 41' 51' | SPAL           | 2 - 5 (enlace roto disponible en Internet Archive; véase el historial, la primera versión y la última). | Lazio          | Jornada 20 |
| 21/01/2018 | Fabio Quagliarella | 30' 60' 68'     | Sampdoria      | 3 - 1 Archivado el 30 de enero de 2018 en Wayback Machine.                                              | Fiorentina     | Jornada 21 |
| 04/02/2018 | Gonzalo Higuaín    | 63' 74' 83'     | Juventus       | 7 - 0 Archivado el 6 de febrero de 2018 en Wayback Machine.                                             | Sassuolo       | Jornada 23 |
| 18/03/2018 | Mauro Icardi       | 30' 31' 44' 51' | Sampdoria      | 0 - 5 Archivado el 21 de marzo de 2018 en Wayback Machine.                                              | Internazionale | Jornada 29 |
| 18/03/2018 | Josip Ilicic       | 45+4' 48' 69'   | Hellas Verona  | 0 - 5 Archivado el 10 de enero de 2018 en Wayback Machine.                                              | Atalanta       | Jornada 29 |
| 04/04/2018 | Andrea Belotti     | 16' 36' 68'     | Torino         | 4 - 1 Archivado el 14 de abril de 2018 en Wayback Machine.                                              | Crotone        | Jornada 27 |
| 07/04/2018 | Paulo Dybala       | 16' 45+3' 74'   | Benevento      | 2 - 4 Archivado el 9 de septiembre de 2017 en Wayback Machine.                                          | Juventus       | Jornada 31 |
| 18/04/2018 | Jordan Veretout    | 16' 31' 54'     | Fiorentina     | 3 - 4 (enlace roto disponible en Internet Archive; véase el historial, la primera versión y la última). | Lazio          | Jornada 33 |

## Fichajes

### Fichajes más caros del mercado de verano
| Pos. | Jugador                                                         | Club de destino                | Club de origen                              | Precio (€) |
| ---- | --------------------------------------------------------------- | ------------------------------ | ------------------------------------------- | ---------- |
| 1.º  | Leonardo Bonucci                                                | Milan                          | Juventus                                    | 42.000.000 |
| 2.º  | Federico Bernardeschi                                           | Juventus                       | Fiorentina                                  | 40.000.000 |
| 3.º  | André Silva                                                     | Milan                          | Oporto                                      | 38.000.000 |
| 4.º  | Andrea Conti                                                    | Milan                          | Atalanta                                    | 25.000.000 |
| 5.º  | Matías Vecino                                                   | Internazionale                 | Fiorentina                                  | 24.000.000 |
| 6.º  | Milan Škriniar                                                  | Internazionale                 | Sampdoria                                   | 23.000.000 |
| 7.º  | Hakan Çalhanoğlu                                                | Milan                          | Bayer Leverkusen                            | 22.000.000 |
| 8.º  | Juan Cuadrado Blaise Matuidi Nikola Maksimović Dalbert Henrique | Juventus Napoli Internazionale | Chelsea París Saint-Germain Torino Flamengo | 20.000.000 |